# Monarchvlinder
De monarchvlinder (Danaus plexippus), ook wel monarch of Amerikaanse monarch, is een vlinder uit de familie Nymphalidae. Monarchvlinders maken deel uit van de superfamilie Papilionoidea, die in het Nederlands meestal dagvlinders worden genoemd.
De monarchvlinder is een van de bekendste vlindersoorten van Noord-Amerika. De Noord-Amerikaanse populaties trekken in de lente in grote aantallen naar het noorden, waarbij zich verschillende generaties ontwikkelen. Zij keren in de herfst terug naar het zuiden, waar de soort in enorme groepen overwintert. 
De monarchvlinder is een vrij grote vlinder. De totale lichaamslengte is ongeveer 5 centimeter en de spanwijdte bedraagt tot 10 centimeter. De vleugels zijn opvallend gekleurd, waarbij de hoofdkleur oranje is. Het vleugeloppervlak wordt door de zwarte vleugeladering verdeeld in vleugelcellen. De vleugelrand heeft een brede zwarte zoom met daarin vele kleine witte vlekjes.
De monarchvlinder komt van oorsprong voor in Noord- en Zuid-Amerika en kent verschillende populaties. De ondersoort megalippe trekt niet en komt vooral op eilanden in het Caribisch Gebied voor. De ondersoort nigrippus is eveneens geen trekker. Deze ondersoort komt voor in Midden-Amerika ten zuiden van Nicaragua, en in het noorden van Zuid-Amerika. De ondersoort plexippus, de nominaatvorm, komt voor in Noord-Amerika. Deze ondersoort bestaat uit twee populaties die door de Rocky Mountains van elkaar gescheiden zijn: een kleinere in het westen en een veel grotere in het oosten. Deze beide populaties hebben gemeen dat ze in de lente uit hun overwinteringsplaatsen komen om in de zomer naar het oosten en noorden te trekken. Tijdens deze trek zetten de vrouwtjes eitjes af en ontwikkelt zich een tweede generatie die verder noordwaarts vliegt. Dit proces herhaalt zich vervolgens een aantal keer. De vlinders volgen hierbij de zich noordwaarts verplaatsende groei van de plantensoorten die als voedsel voor de larven dienen. De rupsen kunnen zich namelijk enkel ontwikkelen op geschikte waardplanten.
De vertegenwoordigers van de oostelijke populatie kunnen door hun trekgedrag in grote delen van de   wereld worden aangetroffen. De monarchvlinder komt oostwaarts voor tot delen van noordelijk Afrika en in delen van Europa. Westelijk heeft de monarchvlinder Australië en grote delen van Azië bereikt. De monarchvlinder is niet de enige migrerende vlindersoort, maar spant wat betreft de afgelegde afstanden de kroon. De monarchvlinder legt afstanden af tot 4500 kilometer vanaf de geboortegrond. De uiteindelijke nakomelingen van hun nakomelingen trekken in de herfst van het noorden van de Verenigde Staten weer terug naar het zuiden van Mexico om te overwinteren. Hier verzamelen ze zich in enkele beboste gebieden  in reusachtige groepen op bomen. Sommige groepen overwinterende monarchvlinders kunnen in totaal meer dan 20 miljoen exemplaren bevatten. De volwassen monarchvlinder leeft ongeveer twee tot vijf weken, de wintergeneratie kan echter een leeftijd van wel acht tot negen maanden bereiken.
De rupsen eten de bladeren van verschillende soorten planten uit het geslacht Asclepias. Deze planten zijn giftig en de rupsen maken hier gebruik van door de giftige verbindingen in het lichaam op te slaan. Hierdoor worden ze zelf ook giftig zonder daar last van te hebben. Het lichaam van de volwassen vlinder behoudt de als rups bij elkaar gegeten gifstoffen. Zowel de rups als de vlinder worden hierdoor gemeden door veel insecteneters.   

## Naamgeving en taxonomie

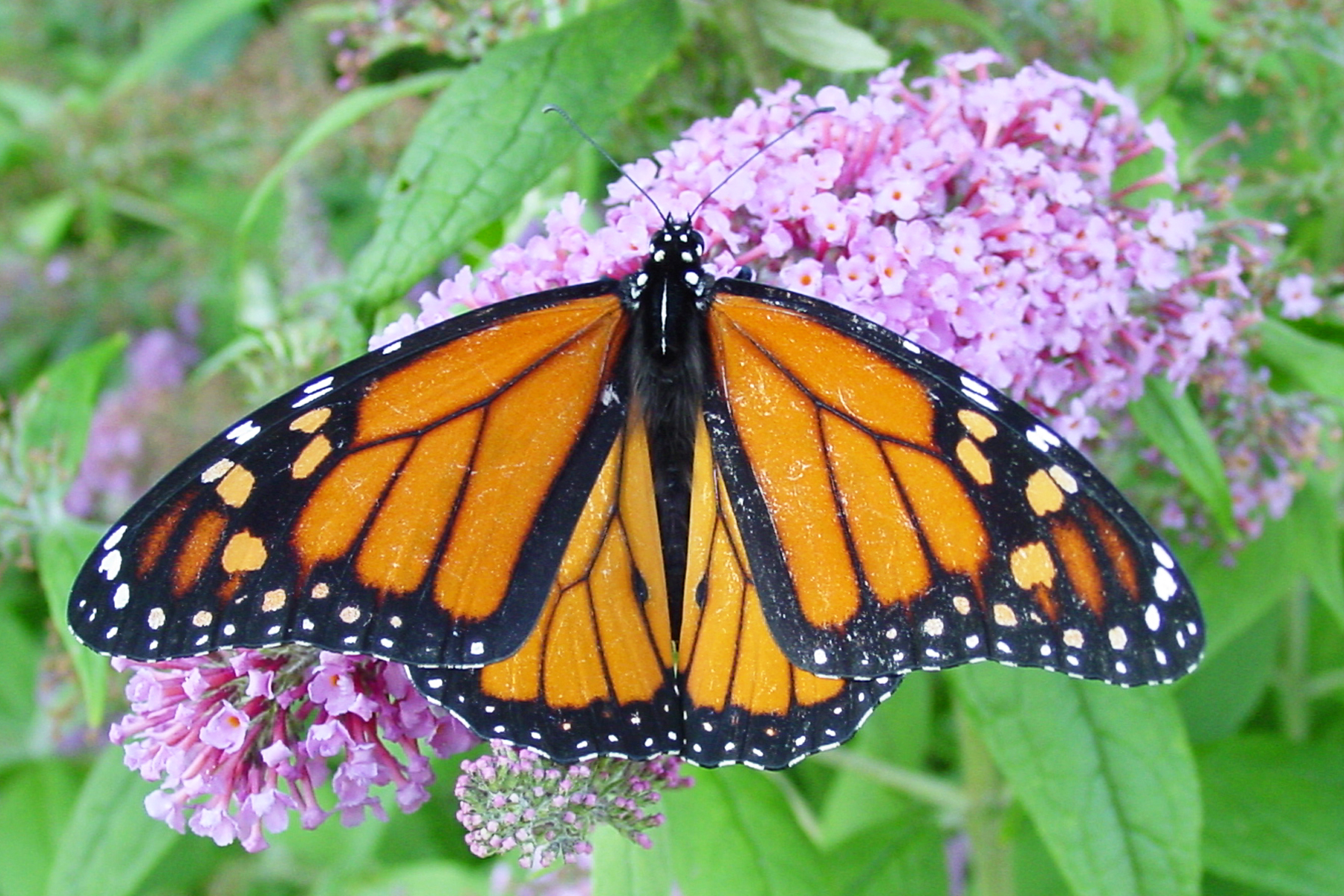
Mannetje op vlinderstruik

De wetenschappelijke naam van de soort werd als Papilio plexippus in 1758 door Carl Linnaeus gepubliceerd in de 10e druk van Systema naturae. Linnaeus geeft daar naast het binomen ook een nomen specificum legitimum, waaronder geen verdere beschrijving te vinden is maar alleen vier referenties naar eerdere publicaties over de soort. De eerste is van James Petiver, auteur van Musei Petiveriani, dat tussen 1695 en 1703 verscheen. In deel 6–7, uitgegeven in 1699, is op pagina 52, bij het door Linnaeus geciteerde nummer 527, een korte Latijnse beschrijvende naam te vinden, en het commentaar dat de chirurg dokter Robert Rutherford deze soort, en de volgende (nummer 528), voor hem uit Carolina (toen nog één provincie) had meegebracht. Dit is voor zover bekend de eerst gepubliceerde, nogal summiere, vermelding van de soort. De tweede referentie is Historia insectorum van John Ray, dat in 1710 postuum verscheen. Linnaeus verwijst naar de 3e soort van pagina 138 van dat werk, waar naast een beschrijvende naam en een referentie naar Petiver, ook de eerste uitgebreide beschrijving, in het Latijn, van (de vleugels van) de soort te vinden is. De derde referentie is A voyage to the islands Madera, Barbadoes, Nieves, St. Christophers, and Jamaica, deel 2, van Hans Sloane, dat in 1725 verscheen. Op pagina 214 zijn twee Latijnse namen te vinden, dezelfde als die eerder al door Ray en Petiver waren gepubliceerd, met uiteraard referenties naar die twee auteurs. Van de laatste wordt niet alleen nummer 527 genoemd maar ook zijn twee voorgaande nummers worden door Sloane als mogelijk dezelfde soort opgevoerd. Vervolgens geeft hij nog een beknopte Engelse beschrijving van de kop, het borststuk en de vleugels. De volgende soort die Sloane noemt is nummer 528 van Petiver, die daarover oorspronkelijk opmerkte dat dit wellicht de andere sekse van dezelfde soort betrof. Sloane merkt alleen op dat de tweede soort vaak met de eerste samen wordt gezien. De laatste auteur die door Linnaeus aangehaald wordt is Mark Catesby. Catesby's The Natural History of Carolina deel 2, waarvan de platen 81 t/m 100 voor het eerst in 1743 verschenen, bevat een korte beschrijving in het Engels en Frans maar vooral een duidelijke plaat, in kleur: T. 88.
De soort werd in 1780 door Jan Krzysztof Kluk in het geslacht Danaus (spreek uit: dana-us) geplaatst. Het geslacht Papilio, dat bij Linnaeus' eerste publicatie ervan nog alle "dagvlinders" omvatte, heeft sindsdien een veel nauwere omschrijving gekregen en is nu beperkt tot soorten uit de familie Papilionidae, waartoe alle grote pages behoren. De monarchvlinder wordt nu in de onderfamilie Danainae van de familie Nymphalidae geplaatst, een heel andere familie. Het kenmerk van de vertegenwoordigers van deze familie is dat ze sterk verkleinde voorpootjes hebben, die voornamelijk als poetspoten gebruikt worden.
De wetenschappelijke geslachtsnaam Danaus is afgeleid van Danaos. Dit was een figuur uit de Griekse mythologie, koning van Libië, die met zijn vijftig dochters, de Danaïden, van Libië naar Argos vluchtte om de meisjes te redden van een gedwongen huwelijk met de vijftig zonen van Aigyptos, zijn tweelingbroer. Het epitheton plexippus is eveneens afkomstig uit de Griekse mythologie, en verwijst naar Plexippus, een van de vijftig zonen van Aigyptos. Deze Plexippus trouwde (uiteindelijk toch) met Amphicomone, een van de vijftig dochters van Danaos (en werd door haar in de huwelijksnacht gedood).
De Nederlandstalige naam monarchvlinder betekent koningsvlinder en deze naam wordt ook in andere talen gebruikt. De naam komt van de Nederlandse stadhouder Willem III van Oranje die ook koning van Engeland was. Europese protestanten, die naar Amerika emigreerden om aan vervolging door de katholieken te ontkomen, gaven de vlinder de naam vanwege de oranje kleur. Regionaal heeft de vlinder andere namen, in Australië wordt de naam wanderer gebruikt, wat zwerver betekent.

### Synoniemen
De namen in de volgende lijst zijn synoniemen in de zin dat ze dezelfde soort vertegenwoordigen. Enkele zijn wél een ander taxon omdat ze een andere ondersoort of vorm zijn.
- Papilio plexippus Linnaeus, 1758
- Anosia misippiformis Menschen, 1781
- Anosia archippus Fabricius, 1793
- Anosia menippe Hübner, 1816
- Anosia megalippe Hübner, 1826 (nu een ondersoort)
- Anosia leucogyne Butler, 1884 (nu een vorm van ssp. megalippe)
- Anosia fumosus Hulstaert, 1886
- Anosia pulchra Strecker, 1900
- Danais archippus f. nigrippus Haensch, 1909 (nu een ondersoort)
- Danaus menippe f. americanus Gunder, 1927
- Danaus menippe f. nivosus Gunder, 1927
- Anosia curassavicae Fabricius, 1938
- Danaus plexippus portoriciensis Clark, 1941 (nu een vorm van ssp. megalippe)
- Danaus plexippus tobagi Clark, 1941 (nu een vorm van ssp. megalippe)
- Anosia disjuncta Dufrane, 1948
- Anosia bipunctata Dufrane, 1948
- Anosia obliterata Dufrane, 1948

### Indeling

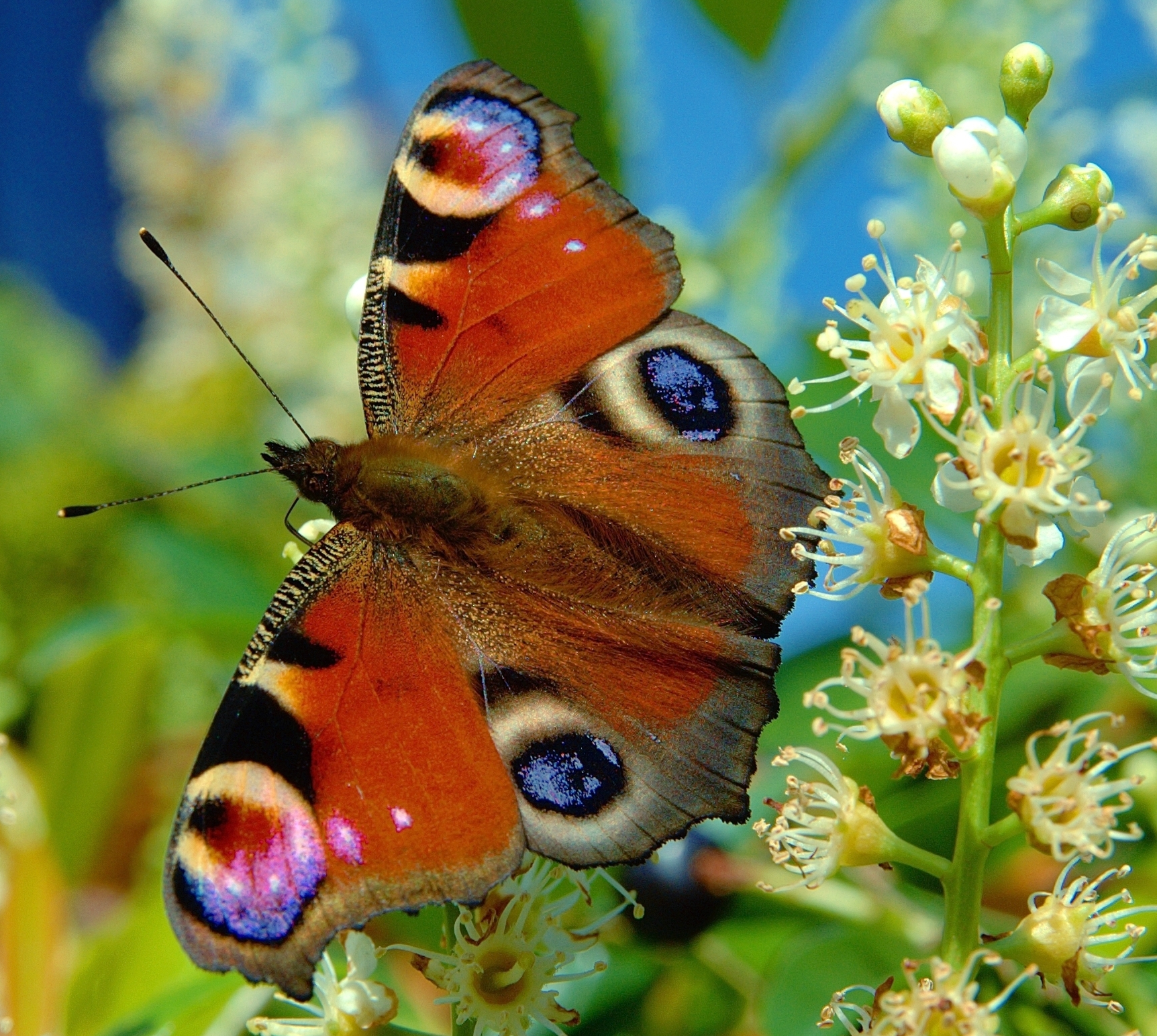
De dagpauwoog is verwant aan de monarchvlinder.

De familie Nymphalidae waarin de monarchvlinder wordt geplaatst, herbergt onder andere de dagpauwoog (Aglais io) en de gehakkelde aurelia (Polygonia c-album).
In de onderfamilie Danainae worden verschillende geslachten geplaatst van vlinders die voornamelijk voorkomen in de tropen. In de Engelse taal wordt de groep milkweed butterflies genoemd, wat vertaald kan worden met zijdeplant-vlinders, en verwijst naar de planten waarop de rupsen leven (planten uit het geslacht Asclepias). Een Nederlandstalige naam voor deze onderfamilie is er (nog) niet, al wordt de naam 'monarchvlinders' wel gebruikt.
Er zijn meerdere soorten binnen de Danainae die trekken en grote afstanden kunnen afleggen, maar de monarchvlinder spant de kroon en is de enige soort die – althans in Amerika – zijn voedselplant volgt in een serie van meerdere generaties en over afstanden van duizenden kilometers.
De geslachtsnaam Danaus deelt deze soort met nog elf andere soorten. De verschillende soorten lijken enigszins op elkaar maar zijn in de regel niet moeilijk uit elkaar te houden (zie ook onder onderscheid met andere soorten). Het geslacht werd door de entomologen Philip Avery en Dick Vane-Right verdeeld in drie ondergeslachten: Danaus, Salatura en Anosia. De monarchvlinder, het type van het geslacht, valt uiteraard in de eerste groep. Smith et al., die het geslacht onderwierpen aan een revisie, gebaseerd op moleculair werk, kwamen in 2005 tot de slotsom dat de drie ondergeslachten niet langer houdbaar zijn en dat het geslacht niet zinvol in ondergeslachten is in te delen.

### Ondersoorten
Er worden zes ondersoorten onderscheiden die in de onderstaande tabel zijn weergegeven, met de auteur en het verspreidingsgebied.:
| Naam                           | Auteur         | Status                                                                        | Verspreidingsgebied                                                      |
| ------------------------------ | -------------- | ----------------------------------------------------------------------------- | ------------------------------------------------------------------------ |
| Danaus plexippus leucogyne     | Butler, 1884   | Oorspronkelijk benoemd als soort: Anosia leucogyne Butler.                    | Maagdeneilanden                                                          |
| Danaus plexippus megalippe     | Hübner, 1826   | Oorspronkelijk benoemd als soort: Anosia megalippe Hübner.                    | Cuba, de Bahama's, de Antillen, de Maagdeneilanden en de Kaaimaneilanden |
| Danaus plexippus nigrippus     | Haensch, 1909  | Oorspronkelijk benoemd als forma: Danais [sic] archippus f. nigrippus Haensch | Zuid-Amerika ten zuiden van Nicaragua                                    |
| Danaus plexippus plexippus     | Linnaeus, 1758 | Nominaatvorm                                                                  | Overige delen van het areaal.                                            |
| Danaus plexippus portoricensis | Clark, 1941    | -                                                                             | Puerto Rico                                                              |
| Danaus plexippus tobagi        | Clark, 1941    | -                                                                             | Tobago                                                                   |

Volgens Smith et al. (2005), in hun revisie van het geslacht, moeten er twee ondersoorten worden onderscheiden: de nominaatvorm, die trekt, en de ondersoort megalippe, die niet trekt. De hier vermelde 'ondersoorten' leucogyne, portoricensis en tobagi zouden volgens Smith et al. vormen (formae) van de ondersoort megalippe zijn. Het taxon nigrippus maakte geen deel uit van deze studie. Dit taxon is een niet-trekkende variant (ondersoort of vorm) uit het noorden van Zuid-Amerika, die in 2007 door Hay-Roe et al. nog als ondersoort van Danaus plexippus werd onderscheiden, en waarvan het verspreidingsgebied min of meer aansluit op dat van de nauw verwante soort Danaus erippus (Cramer, 1775).

## Uiterlijke kenmerken

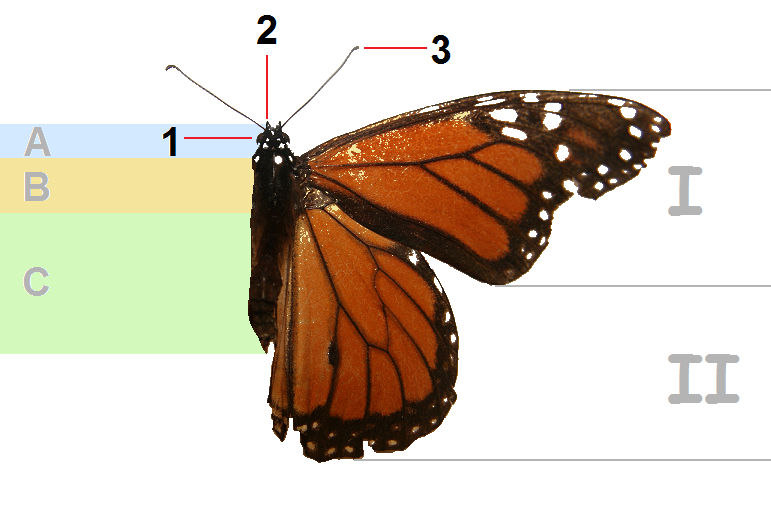
Lichaamskenmerken van de vlinder

De monarchvlinder heeft een typisch insectachtige bouw; het lichaam bestaat uit een kop of cephalon (A), een borststuk of thorax (B) en een achterlijf of abdomen (C). Het borststuk draagt drie paar poten aan de onderzijde en twee paar vleugels aan de bovenzijde. De voorvleugel (I) kan een lengte bereiken tot 5 centimeter, de spanwijdte of vlucht kan oplopen tot 10 centimeter. De achtervleugel (II) is breder maar minder lang. De vleugels zijn aan de bovenzijde overwegend oranje van kleur, met een zwarte vleugeladering en een bredere zwarte vleugelzoom waarin zich witte vlekken bevinden. Andere duidelijk te herkennen lichaamsdelen zijn de ogen (1), de witgekleurde monddelen of labia (2) en de antennes (3).
Het uiterlijk van de monarchvlinder kent geen seizoensvariatie; de exemplaren van de verschillende generaties zien er hetzelfde uit. Er zijn wel afwijkende vormen beschreven maar deze zijn zeer zeldzaam. Bij andere trekvlinders, zoals de soort Catopsilia pomona verschillen de opeenvolgende generaties in uiterlijk juist wél sterk van elkaar.
De meest afwijkende kleurvariatie is gevonden bij populaties op het eiland Hawaï. Deze vlinders hebben een witte vleugelkleur. Er zijn verschillende theorieën over het ontstaan en de functie van de witte vleugels. Waarschijnlijk overleeft de witte vorm beter omdat de vlinder door potentiële predatoren niet herkend wordt als lekker hapje. Op de Hawaïeilanden komen vogels voor die immuun zijn voor het gif dat de monarchvlinder bij zich draagt. Hierdoor kunnen ze grote hoeveelheden vlinders eten zonder last te ondervinden van het gif. De oranje monarchvlinders zijn door de vogels gemakkelijk te herkennen aan hun specifieke kleur, maar omdat de witte vorm er anders uitziet zouden de vogels deze exemplaren mijden.

### Kop

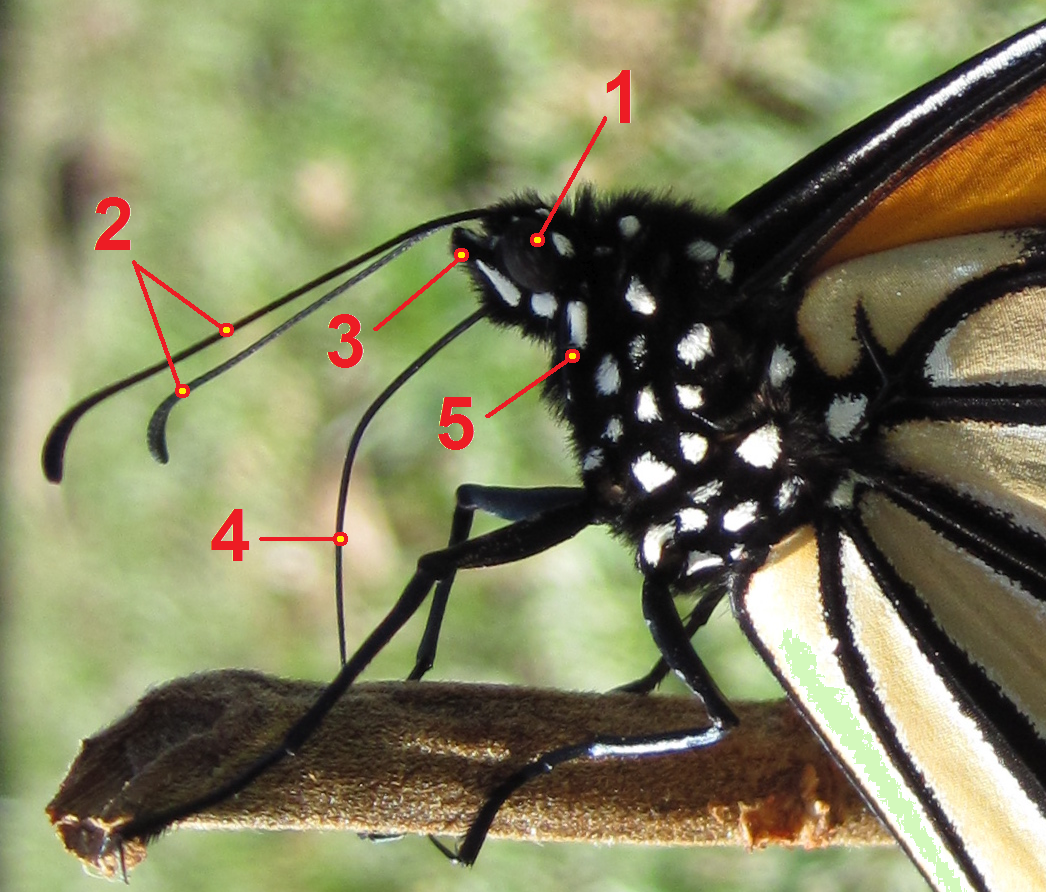
Onderdelen van de kop.

De kop van de monarchvlinder is gemakkelijk te onderscheiden van de rest van het lichaam door de aanwezigheid van de antennes en de relatief grote ogen. Aan de voorzijde van de kop zijn de monddelen gelegen, die vooral een zintuiglijke functie hebben. Andere monddelen hebben een mechanische functie of zijn gedegenereerd en hebben geen echte functie meer maar zijn nog rudimentair aanwezig.
De ogen zijn ovaal van vorm en bestaan uit vele kleine individuele oogjes. Zulke samengestelde ogen worden "facetogen" genoemd en de daarin aanwezige individuele oogjes worden met ommatidiën aangeduid. De ogen hebben een zwarte kleur en zijn omgeven door witte vlekjes. De monarchvlinder heeft een relatief goed gezichtsvermogen en kan kleuren onderscheiden, waaronder ook ultraviolet. Net als andere vlinders kan de monarchvlinder met de facetogen verschillende kleuren waarnemen zodat de voedselbron -de bloemen van bloeiende planten- kan worden opgezocht. De vlinder ziet niet het UV-licht dat wordt uitgezonden door de zon maar de weerkaatsing ervan door de plant. Het kunnen waarnemen van verschillende eigenschappen van licht, zoals de richting ervan, dient tevens om te kunnen navigeren en zo de lange trektochten af te leggen.
Aan de voorzijde van de kop zitten de labiale palpen. Bij veel vlinders zijn de palpen goed zichtbaar. Bij de monarchvlinder zijn ze zwart van kleur en dicht behaard met een zwarte beharing, met uitzondering van de buitenkanten, die een streep witte beharing hebben. De palpen bevatten zintuiglijke cellen, zogenaamde chemosensorische receptoren die geuren kunnen waarnemen en onderscheiden.
Aan de bovenzijde van de kop zitten de antennes, die een belangrijke zintuiglijke functie hebben. De antennes zijn zwart van kleur en zijn draadvormig of filiform. De antennes zijn relatief lang en dun, ze eindigen in naar buiten gerichte verdikkingen zodat ze iets weg hebben van een lange hockeystick.
De monddelen van de vlinder zijn klein. Goed zichtbaar is de roltong. Dit orgaan, ook wel proboscis genoemd, is in feite geen echte tong maar een lange buis die bestaat uit twee sterk verlengde, gefuseerde monddelen. De structuur heeft dezelfde vorm en functie als een rietje. De lange roltong wordt in rust opgerold zodat deze niet in de weg zit. Met de roltong wordt nectar opgezogen uit bloemen. De roltong wordt tevens gebruikt om in regenplasjes, rottend fruit en dierlijke resten water op te zuigen. Dit dient overigens niet alleen om aan het vocht te komen maar vooral om het lichaam van de benodigde mineralen te voorzien; zie onder het kopje voedsel.

### Borststuk
Het borststuk bestaat net als bij andere insecten uit drie delen die met elkaar zijn vergroeid tot een enkel deel. De drie delen zijn nog wel af te leiden uit de positie van de vleugels en poten. Ieder deel draagt een paar poten aan de onderzijde en de achterste twee delen dragen elk een paar vleugels aan de bovenzijde. Het borststuk is zwart van kleur en is voorzien van heldere witte vlekjes. De vlekken zijn klein en rond van vorm. Aan de bovenzijde zitten twee grotere vlekken en aan de voorzijde twee kleinere.
De poten zijn zwart en dragen een dichte lange beharing. Vlinders hebben altijd drie paar poten. Bij de soorten uit de familie Nymphalidae is het voorste potenpaar gedegenereerd en veel kleiner, en heeft het een andere functie gekregen. De voorpoten van deze soorten worden gebruikt als poetsorgaan om de antennes schoon te houden.
De twee andere potenparen zijn veel groter en worden gebruikt om zich vast te houden aan de ondergrond. Deze poten eindigen in twee haakachtige klauwtjes. Net als andere vlinders heeft de monarchvlinder zintuiglijke organen aan de poten die geuren kunnen waarnemen. Zodra de vlinder ergens op landt wordt hierdoor direct de ondergrond geproefd. Zo weet de vlinder of de ondergrond voedsel bevat en kunnen de vrouwtjes vaststellen of een plant waarop ze zitten al dan niet geschikt is als voedsel voor de larven. Het voorste potenpaar van een vrouwtje wijkt af van dat van een mannetje. Bij een vrouwtje eindigt de tarsus of klauw in een verdikking die kleine stekeltjes draagt.

#### Vleugels

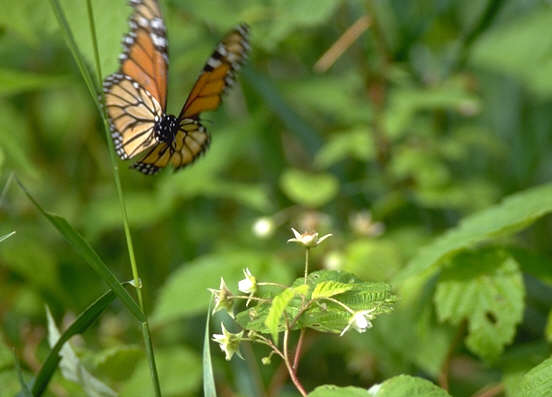
De monarchvlinder kan een fladdervlucht maken om naar voedsel op de bodem te zoeken, zoals afgebeeld, maar kan ook glijvluchten maken.

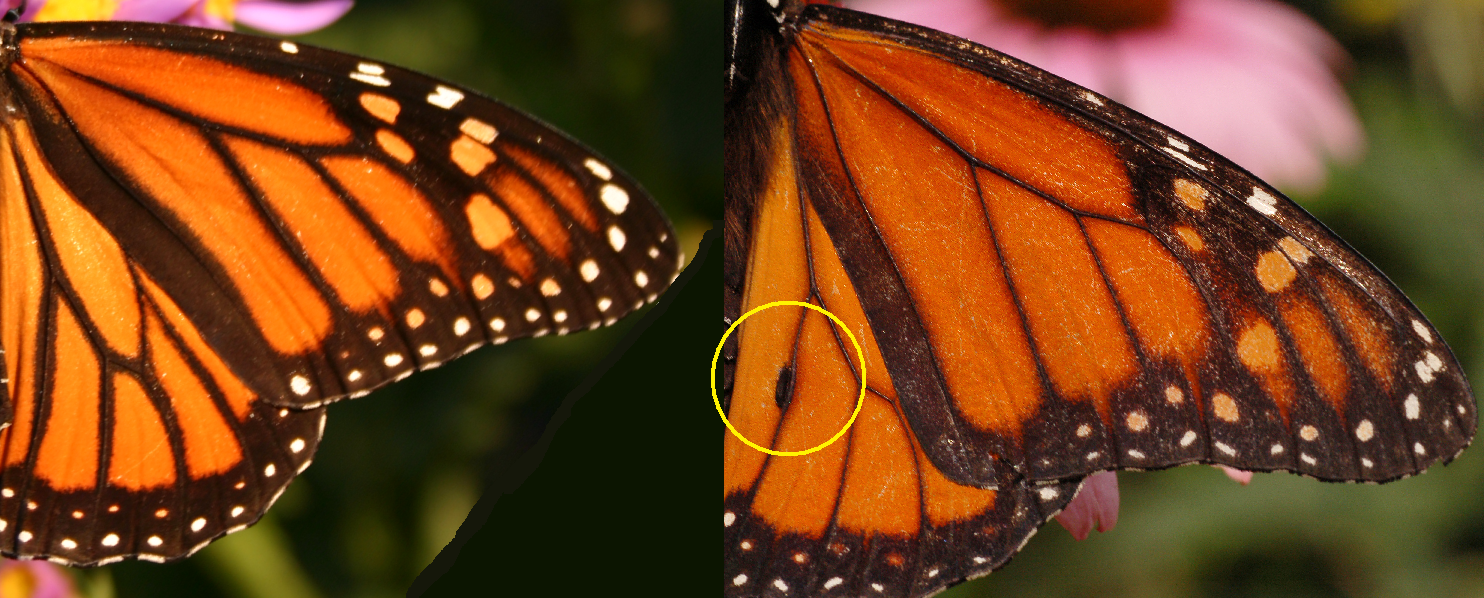
Een vrouwtje (links) en een mannetje (rechts). Mannetjes hebben een smallere zwarte omzoming van de vleugeladering, en een geprononceerde geurvlek op iedere achtervleugel (hier geel omcirkeld).

De monarchvlinder is een relatief grote soort en de voorvleugels kunnen een lengte van 43 tot 50 millimeter bereiken. De grote vleugels dienen niet alleen om te vliegen maar hebben nog verschillende andere functies. De felle kleuren waarschuwen potentiële predatoren voor de giftigheid. Een groot vleugeloppervlak zorgt tevens voor een efficiëntere thermoregulatie: het regelen van de lichaamstemperatuur. Door de grote vleugels warmt de vlinder sneller op en koelt hij minder snel af als de dieren in groepen tegen elkaar zitten tijdens de winterslaap. De vlinder kan het lichaam opwarmen door met de vleugelspieren trillende bewegingen te maken. Als het in de zon te warm wordt, neemt de vlinder een positie aan waarbij de vleugels met de voorzijde naar de zon staan. Zo wordt een zo klein mogelijk vleugeloppervlak blootgesteld aan de zon waardoor de vlinder minder snel opwarmt.
De voorvleugel is veel langer dan de achtervleugel en is driehoekig van vorm. De bovenzijde van de voorvleugel is in het midden oranje, de randen zijn donkerbruin tot zwart. De vleugelpunt is geheel donker, met hier en daar witte vlekken. In het donkere vlak zijn vaak drie lichte, naar de oranje basiskleur neigende vale vlekken te zien. De witte vlekken kunnen soms naar oranje neigen. De vleugeladering is zwart. De aders zelf zijn, door de donkere schubben aan beide zijden ervan, slecht te zien. Op het oranje deel verdeelt de adering de vleugel in vier cellen: één langwerpige aan de voorzijde, parallel aan de vleugelrand of costa, daarachter liggen dan drie vlakken die, van de binnen naar buiten, steeds kleiner worden. De onderzijde van de voorvleugel is duidelijk lichter van kleur; de oranje cellen zijn helderder en de donkere vleugelrand neigt meer naar zwart.
De achtervleugel is korter maar breder dan de voorvleugel en heeft een rondere vorm. Het grootste deel van de vleugel is oranje, alleen de vleugelrand is zwart met kleine witte, ronde vlekjes. De vleugeladering verdeelt de vleugel ook hier in langwerpige cellen. De onderzijde van de achtervleugel is roze-wit tot witgeel van kleur en wijkt hierbij af van de onderzijde van de voorvleugel die oranje van kleur is.
De vleugelkleur van vrouwtjes is iets bleker dan die van de mannetjes. Mannetjes worden daarnaast iets groter dan de vrouwtjes. Bij mannetjes is de donkere zoom om de vleugeladers relatief dun, bij de vrouwtjes is deze juist breed en lijken de aderen daardoor groter. Daarnaast hebben mannetjes een zwarte vlek op de achtervleugel die geursporen verspreidt: deze is op de afbeelding hiernaast geel omcirkeld.
De monarchvlinder heeft dankzij de grote vleugels in combinatie met het lichte lichaam een relatief grote draagkracht of lift. De vlinder maakt tijdens het vliegen - in vergelijking met andere vlinders - weinig vleugelslagen en zweeft het grootste deel van de tijd. Met zulke grote vleugels vormt een beschadiging, zoals een door een vogel toegebrachte hap uit de vleugel, niet snel een belemmering om verder te vliegen. De grote vleugels zijn relatief flexibel: in hogesnelheidsbeelden van een vliegend exemplaar is te zien dat de vlinder tijdens het vliegen de lucht als het ware vangt door de steeds veranderende vleugelvorm.

### Achterlijf
Het achterlijf of abdomen is donkerbruin tot zwart en draagt een pluizige, dichte beharing. De lichaamskleur komt hierdoor overeen met die van de vleugelranden, waardoor het lichaam bijna wegvalt tegen de vleugels. Het achterlijf van de monarchvlinder wordt ongeveer drie centimeter lang en bestaat uit tien segmenten. De laatste twee daarvan zijn samengegroeid en vormen de geslachtsorganen, waardoor het achterlijf op het eerste gezicht maar negen segmenten lijkt te hebben. De uitwendige geslachtsorganen zitten aan het uiteinde van het achterlijf als achterlijfsaanhangsels. Deze zijn zichtbaar als twee kleine uitsteeksels. Aan weerszijden van het achterlijf zitten kleine, ovale openingen, die met het blote oog moeilijk te zien zijn maar onder vergroting van een loep zijn ze duidelijk waarneembaar. Deze openingen zijn de spiracula, de ademopeningen waardoor zuurstof het tracheeënstelsel in kan, en afvalstoffen zoals koolstofdioxide eruit. Het achterlijf bevat de meeste complexe organen, zoals het spijsverteringskanaal, het ademhalingsapparaat en de geslachtsorganen.

### Onderscheid met andere soorten
De monarchvlinder lijkt op verschillende andere soorten vlinders. Een aantal van deze soorten behoort eveneens tot het geslacht Danaus, een aantal soorten is evolutionair niet verwant maar bootst het uiterlijk van de (giftige) monarchvlinder na. De zeer sterk verwante soort Danaus erippus uit Zuid-Amerika, tot 2005 meestal als een ondersoort van de monarchvlinder beschouwd, lijkt sterk op zijn nauwe verwant maar doorgaans is de achterrand van de achtervleugel bleker, waar die bij de monarchvlinder zwart is. De veel minder nauw verwante Danaus gilippus is overwegend roodoranje van kleur en heeft ronde witte vlekjes verspreid over het vleugeloppervlak. Ook andere Danaus-soorten zijn op het eerste gezicht te verwarren maar hebben een overwegend rode kleur, zoals Danaus genutia. Een aantal soorten heeft een duidelijk ander kleurpatroon en is hierdoor makkelijker te onderscheiden. Voorbeelden zijn Danaus affinis, waarvan de vleugels hoofdzakelijk zwart zijn, met witte vlekken, en Danaus chrysippus, uit Zuid-Europa, Afrika en Zuid-Azië, waarbij het achterlijf en de vleugeladers oranje zijn, en niet donker zoals bij de monarchvlinder. De niet-verwante maar sterk gelijkende soort Limenitis archippus heeft veel minder witte vlekken die echter wel groter zijn op een achtergrond van donkere vleugzomen. Het patroon van de vleugeladering in de achtervleugels wijkt duidelijk af in vergelijking met de monarchvlinder.
De rupsen van de andere Danaus-soorten zijn in de regel gemakkelijk te onderscheiden van die van de monarchvlinder. De gele dwarsbanden van de rupsen van de monarchvlinder omringen het gehele lichaam en zijn niet onderbroken. Bij de gelijkende rupsen van de kleine monarchvlinder (Danaus chrysippus) en de soorten Danaus eresimus en Danaus gilippus zijn de banden wel onderbroken en zitten ze bovendien meer aan de bovenzijde van het lichaam. Een nog duidelijker verschil is het aantal lichaamsuitsteeksels van de rupsen: de monarchvlinder draagt aan de voor- en achterzijde een paar zwarte uitsteeksels, bij de andere drie genoemde soorten zit er nog een derde paar op ongeveer het midden van de rugzijde.

## Mimicry

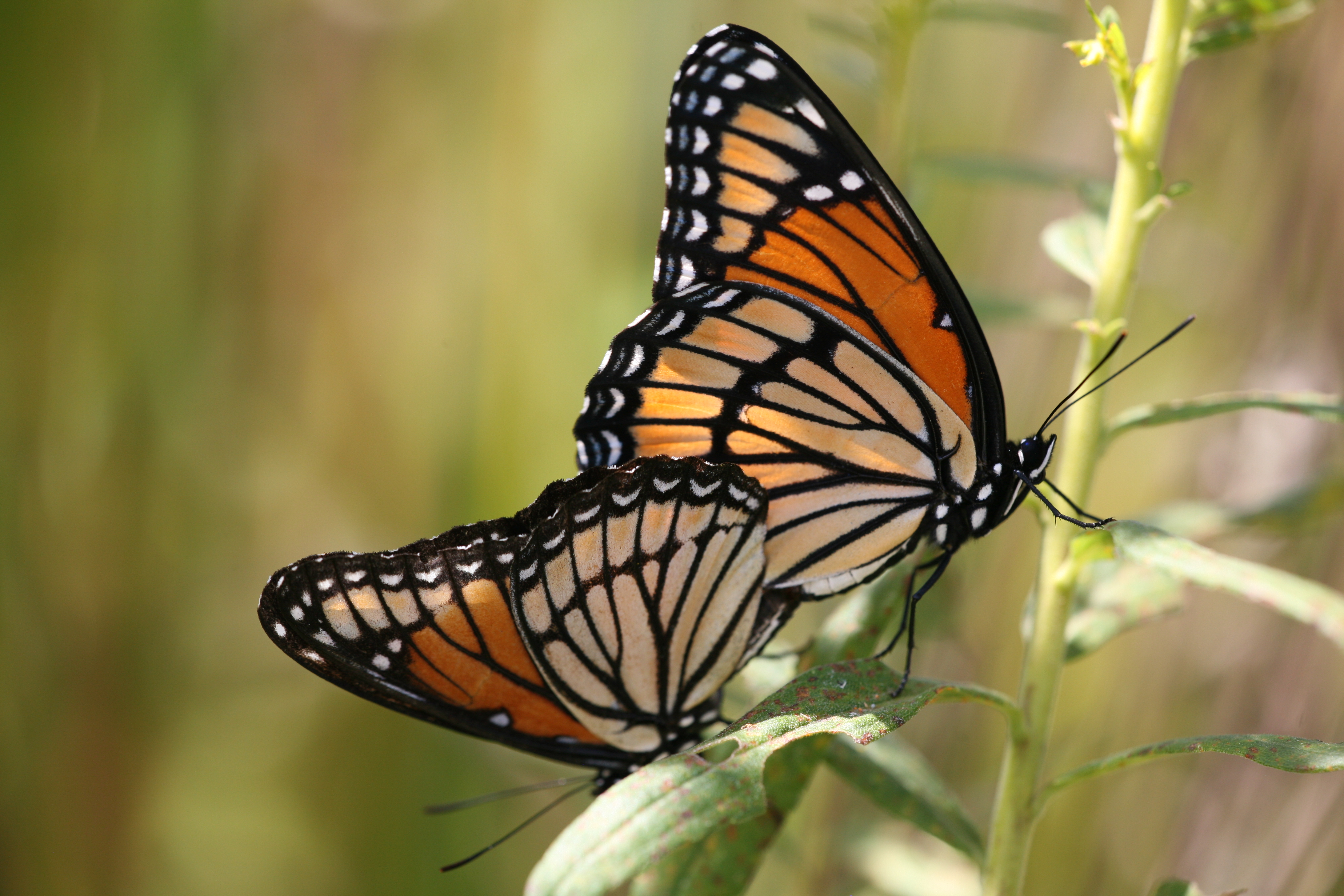
De Noord-Amerikaanse soort Limenitis archippus lijkt sprekend op de monarchvlinder maar is niet giftig.

De monarchvlinder wordt door de toxische verbindingen die het dier als rups uit de voedselplant opneemt uiteindelijk zeer giftig. De meeste insecteneters die weleens vlinders buitmaken leren al snel dat de monarchvlinder beter gemeden kan worden. Er zijn verschillende andere soorten giftige vlinders die sterk op de monarchvlinder lijken, wat tot verwarring leidt bij vijanden zodat alle soorten daar profijt van hebben. Zelfs soorten die niet giftig zijn maar slechts oppervlakkig op de monarchvlinder lijken, worden door veel dieren gemeden. Dit verschijnsel waarbij twee soorten op elkaar lijken wordt nabootsing of mimicry genoemd. Bij de monarchvlinder zijn drie soorten mimicry waargenomen, waarbij soms andere soorten profiteren en soms de monarchvlinder zelf.
Een aantal vlinders lijkt op de monarchvlinder omdat ze sterk verwant zijn. Voorbeelden zijn de eerder genoemde soorten Danaus gilippus en Danaus genutia. Deze soorten hebben ongeveer dezelfde kleuren en patronen. Omdat ze zelf ook giftig zijn, lijken ze hier geen voordeel bij te hebben. Als groep echter hebben alle soorten hier profijt van omdat vijanden de kleuren van de op elkaar lijkende soorten associëren met de giftigheid. Deze vorm van mimicry, waarbij verschillende giftige soorten op elkaar lijken, wordt mimicry van Müller genoemd.
Er zijn ook soorten die zelf niet giftig zijn maar sterk op de monarchvlinder lijken, zodat ze vaker met rust worden gelaten door potentiële predatoren. Een voorbeeld is de Noord-Amerikaanse soort Limenitis archippus. Omdat ze niet giftig zijn, hebben de rups en de pop een goede camouflage: de rups lijkt op een vogelpoepje en de pop ziet eruit als een verdord blaadje. De volwassen vlinder lijkt sterk op de monarchvlinder en is daarvan moeilijk te onderscheiden. Om de efficiëntie van deze vorm van nabootsing te testen, werd een aantal vlinders gevoerd aan een groep blauwe gaaien die in gevangenschap waren opgegroeid en nog nooit een vlinder hadden gezien. De vogels aten de vlinders zonder problemen op. Toen de gaaien later in het experiment monarchvlinders kregen aangeboden werden ook deze in eerste instantie gegeten maar later weer uitgebraakt. De vogels weigerden na enkele ervaringen vervolgens nog een monarchvlinder te eten. Daarnaast werden exemplaren van Limenitis archippus verder volkomen genegeerd. Van de gaai is waargenomen dat die braakneigingen vertoont als hij een op een monarchvlinder gelijkende soort ziet. Deze vorm van nabootsing waarbij soorten die zelf geen gif dragen een andere, giftige soort imiteren om aan vijanden te ontkomen, wordt mimicry van Bates genoemd.
Bij de monarchvlinder doet zich ook een derde vorm van mimicry voor. Deze variant is verwant aan de mimicry van Bates en hier zijn het de minder toxinen bevattende exemplaren van de monarchvlinder die door hun giftige soortgenoten indirect beschermd worden. Niet alle monarchvlinders zijn namelijk even giftig. Een van de waardplanten van de rupsen is de weinig giftige zijdeplant (Asclepias syriaca). Monarchvlinders die zich als rups met deze plant hebben gevoed zijn aanzienlijk minder giftig dan exemplaren die van veel giftiger waardplanten als Asclepias asperula en Asclepias viridis hebben gegeten. Deze variatie in toxiciteit wordt wel automimicry (zelf-nabootsing) genoemd.

## Voortplanting en ontwikkeling

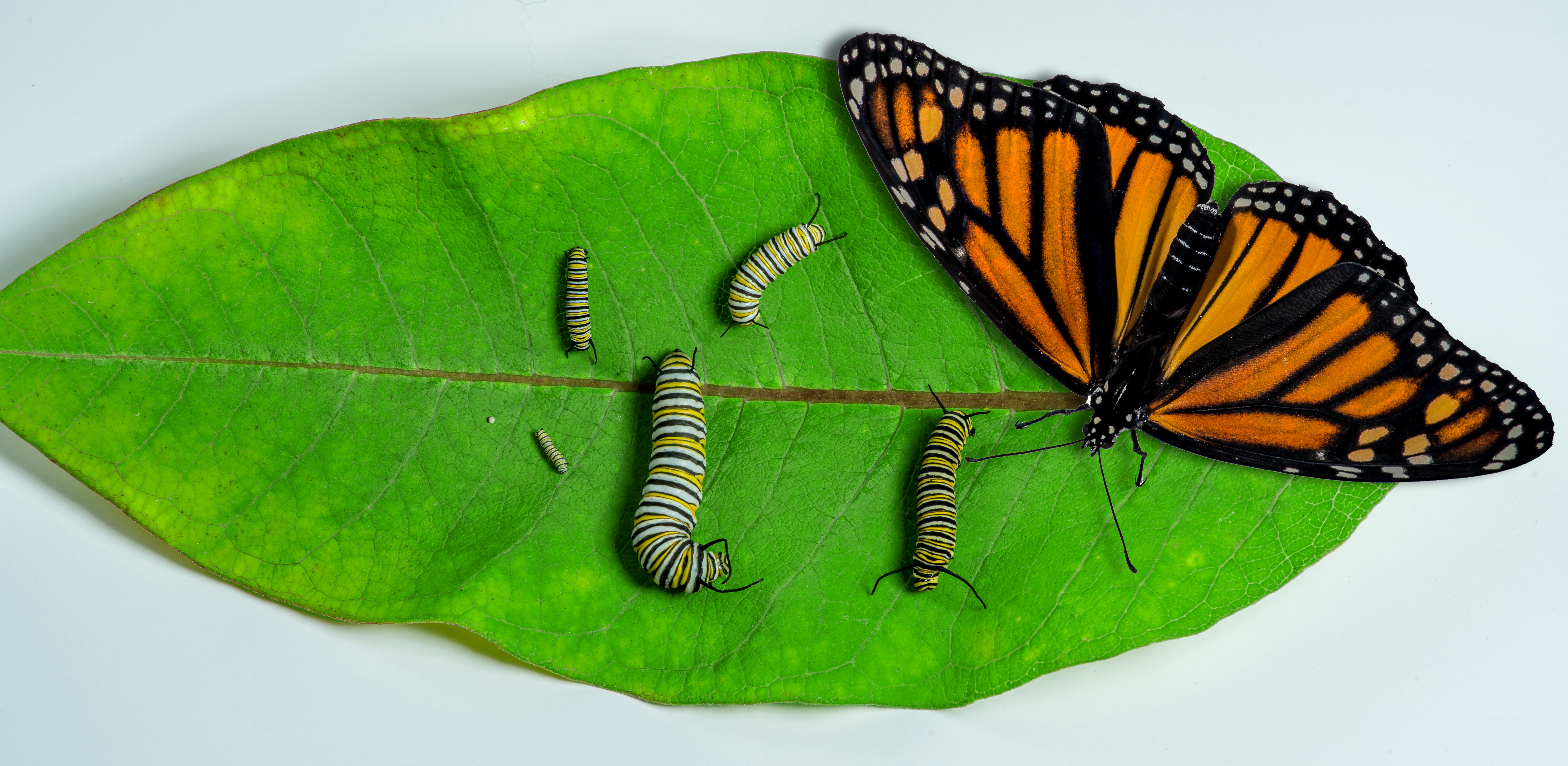
De verschillende rupsstadia van de vlinder, ook het ei is links te zien.

De monarchvlinder behoort tot de Endopterygota en ondergaat een volledige gedaanteverwisseling. De vlinder komt ter wereld uit een ei, en de larve of rups ondergaat eerst een aantal juveniele stadia. De larve van de monarchvlinder doorloopt vijf groeistadia of instar, voordat de rups volledig is ontwikkeld. Vervolgens vindt de verpopping plaats, waarbij de rups in het lethargische popstadium treedt. Uit de pop komt na enige tijd de vlinder tevoorschijn, die zich vervolgens voortplant, waarna de cyclus opnieuw begint. Net als alle dieren maken vlinders een koude periode in de winter mee of een hete periode in de zomer. Ze kunnen die doorstaan of ontvluchten en er zijn maar weinig vlinders die voor het laatste kiezen. De meeste soorten overwinteren of overzomeren in het ei-, rups- of popstadium. Er zijn ook wel soorten die als volwassen vlinder een schuilplaats opzoeken, zoals de dagpauwoog. De soorten die als volwassen vlinders overwinteren, zoeken vaak lokale schuilplaatsen op. De monarchvlinder echter trekt over grote afstanden en volgt de groeiperiode van de waardplanten van de rupsen, die verder noordwaarts steeds later in het voorjaar valt. Zie ook onder migratie.
Zodra de vlinders in het begin van de lente uit hun winterslaap ontwaken, vangt de voortplantingstijd aan. De mannetjes lokken de vrouwtjes met geurstoffen die vrouwtjes seksueel prikkelen. Deze stoffen worden feromonen genoemd.

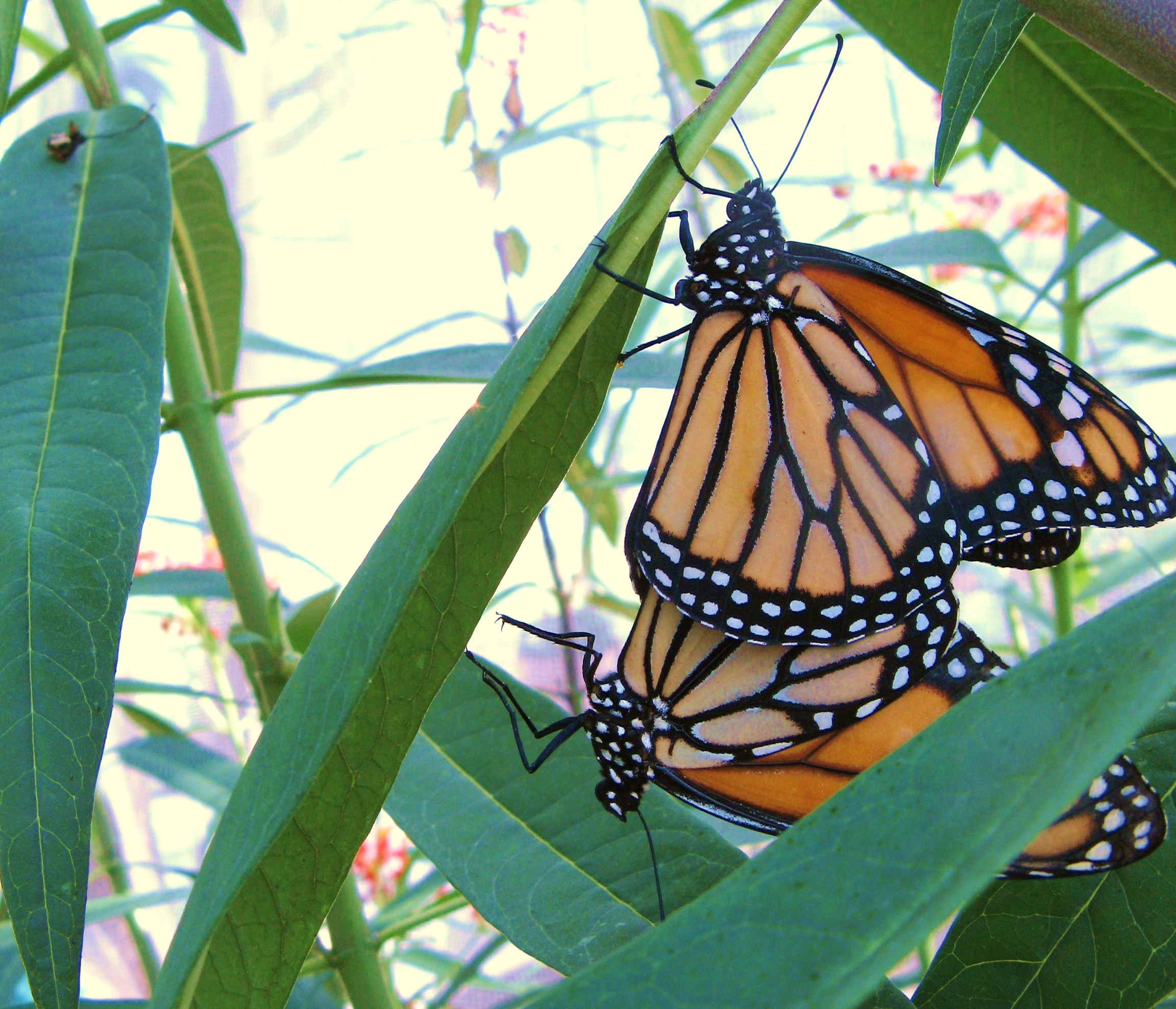
Paring van de monarchvlinder, mannetje boven.

Van veel vlinders is bekend dat feromonen een grote rol spelen bij de voortplanting, maar bij de monarchvlinder spelen ze waarschijnlijk een minder grote rol. In vergelijking met andere vlinders vinden de mannetjes en vrouwtjes elkaar meer op zicht en in mindere mate door gebruik te maken van feromonen. De mannetjes van de monarchvlinder gebruiken pyrrolizidine-alkaloïden als grondstof voor hun feromonen en onttrekken deze stof uit de nectar van planten. De mannetjes slaan de feromonen op in kleine zakjes aan de bovenzijde van de achtervleugel, die te zien zijn als ovale zwarte vlekjes. Aan het achterlijf bevinden zich uitstulpbare borsteltjes die in het zakje worden 'gedoopt' zodat de vlinder efficiënter geursporen afgeeft.
De paring van de monarchvlinder vangt aan in de vlucht; vaak plukt een mannetje simpelweg een vrouwtje uit de lucht waarna de vlinders op de grond vallen. De mannetjes zijn zeer dominant; bij een bereidwillig vrouwtje neemt een mannetje haar mee naar een hoger gelegen plant of struik waar de paring wordt voortgezet. Tijdens de paring geeft het mannetje een zaadpakketje af aan het vrouwtje; dit wordt de spermatofoor genoemd. Naast de zaadcellen bevat het pakketje ook voedingsstoffen in de vorm van proteïnen. Hierdoor krijgt het vrouwtje extra bouwstoffen die ze gebruikt voor de ontwikkeling van haar eieren. De paring van de monarchvlinder kan tot 16 uur duren.
Bij de meeste vlinders worden de vrouwtjes groter dan de mannetjes. Zij moeten de eitjes dragen en hiertoe is een groter lichaam geschikter. Bij de monarchvlinder is dit echter andersom en omdat de mannetjes groter worden, lukt het ze meestal wel om een kleiner vrouwtje overmeesteren. De mannetjes zien echter regelmatig de kleinere mannelijke exemplaren aan voor vrouwtjes en de grotere mannetjes kunnen ze dan tot een paring dwingen. Bij de monarchvlinder zijn paarpogingen tussen mannetjes onderling hierdoor niet ongewoon.

### Ei

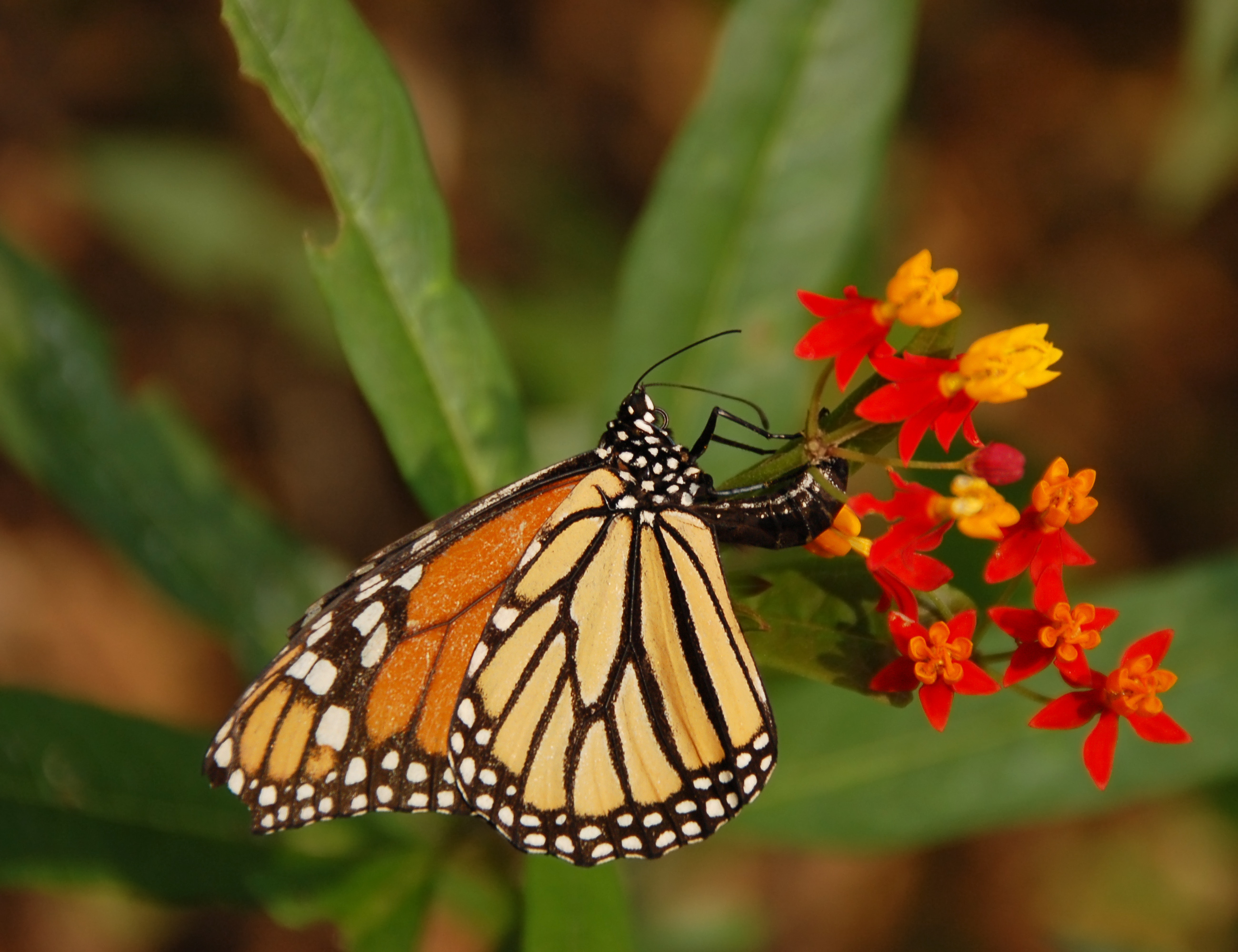
Een vrouwtje zet een ei af op de frederiksbloem (Asclepias curassavica).

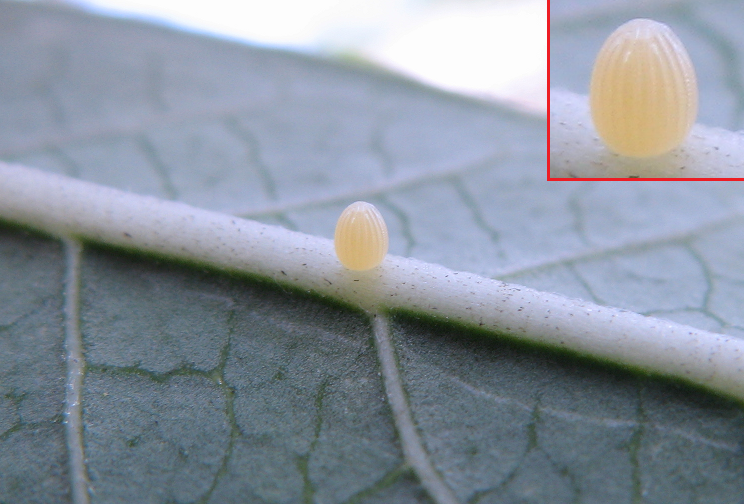
Ei van de monarchvlinder aan de onderzijde van een blad van een zijdeplant.

Een ei van de monarchvlinder is rond op dwarsdoorsnee, en langgerekt ovaal in lengtedoorsnede. Het ei is smaller aan de bovenzijde dan aan de basis. De basis van het ei wordt door het vrouwtje aan het blad gekleefd. Het ei heeft een hoogte van ongeveer 1,2 millimeter en een breedte van ongeveer 0,9 mm. Het ei is wit tot groen van kleur. De verharde buitenzijde van het ei wordt het chorion genoemd. Het oppervlak vertoont een complex patroon van opstaande randen die van top tot basis lopen, en hiertussen zijn rijen putjes aanwezig. Het gehele ei is voorzien van een dun laagje was, zodat het minder snel uitdroogt. Aan de bovenzijde van ieder ei zit een zeer klein gaatje: de micropyle. Door dit gaatje komt een zaadcel het ei binnen zodat het bevrucht wordt. Net als bij andere vlinders wordt eerst de schaal van het ei gevormd en vindt daarna pas de fertilisatie plaats. Als het embryonale stadium bijna is voltooid en het ei op uitkomen staat, kleurt het grijs en zijn de ogen en de lichaamsdelen van het embryo al te zien.
Het aantal eitjes varieert; dit hangt zowel samen met de lichaamsgrootte van een vrouwtje als met haar levensduur. Gemiddeld zet een vrouwtje ongeveer 700 eitjes af in twee tot vijf weken, maar het aantal eitjes kan ook aanzienlijk lager liggen. Een vrouwtje dat in een laboratorium werd bestudeerd produceerde in totaal 1179 eitjes, wat als record geldt.
De eitjes worden niet in groepjes afgezet, zoals bij veel andere vlinders het geval is, maar worden individueel tegen een blad geplakt. De eitjes worden op bladeren in het bovenste deel van de plant afgezet, meestal op zijdeplanten die behoren tot het geslacht Asclepias. Het ei wordt meestal op de onderzijde van een uitschieter afgezet, dus een fris blad waaraan de larve zich meteen na het uitkomen tegoed kan doen. De embryonale ontwikkeling duurt ongeveer drie tot acht dagen, afhankelijk van de omgevingstemperatuur. Hoe hoger de temperatuur, hoe sneller het embryo zich zal ontwikkelen. Als de larve het ei verlaat, eet ze eerst de eierschaal op.

### Rups

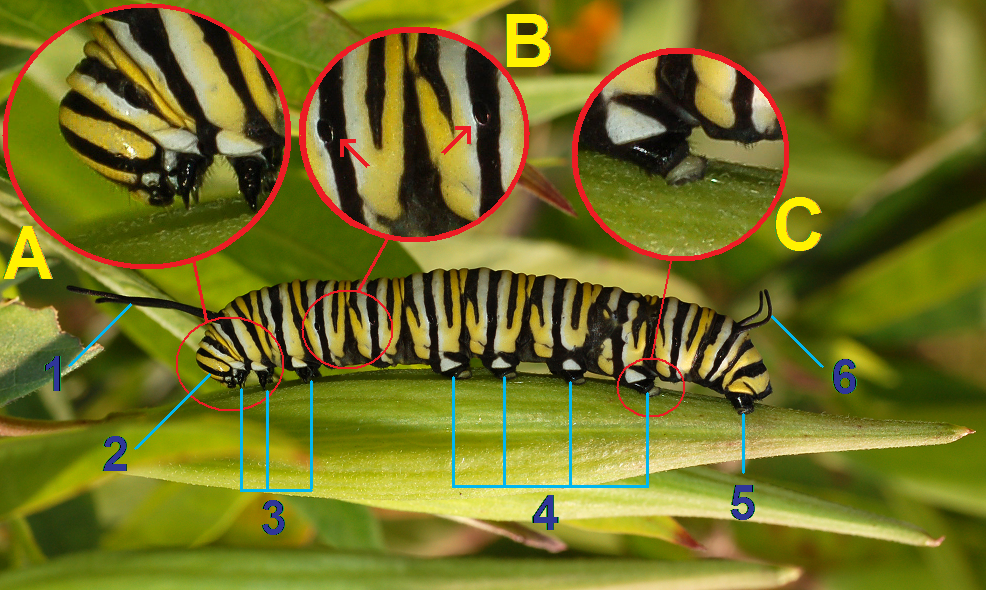
Lichaamsdelen van de rups:

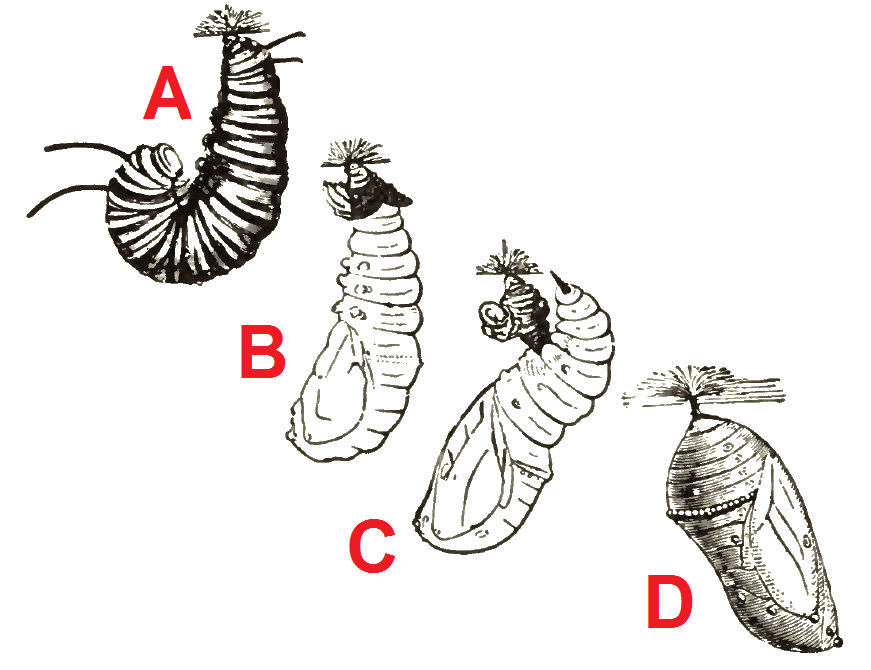
Verpopping;

De rups is een opvallende verschijning door de zwarte basiskleur met heldere witte en gele dwarsbanden, die over het gehele lichaam, inclusief de kop, aanwezig zijn. De rups bezit een zacht exoskelet; het lichaam is flexibel en biedt weinig bescherming. Het lichaam van de rups bestaat uit een kop met daarachter drie borststuksegmenten die elk aan de onderzijde één paar gesegmenteerde pootjes dragen. Hierachter liggen elf achterlijfssegmenten. Doordat de laatste drie segmenten met elkaar zijn vergroeid, vallen er maar negen te onderscheiden. Van de achterlijfssegmenten dragen het derde, vierde, vijfde en zesde segment, gezien vanaf de voorzijde, steeds een paar pseudopoten. Die pseudopoten zijn niet geleed en flexibel, ze verdwijnen tijdens het popstadium. De pseudopoten verankeren het lichaam van de rups, terwijl de voorste drie poten dienen om zich voort te slepen. De voorste poten dienen ook om voedsel naar de kaken te brengen. Helemaal achteraan het lichaam is een paar naschuivers aanwezig die het lichaam voortduwen.
Het lichaam van de rups draagt aan de bovenzijde twee paar zwarte, vlezige uitsteeksels: het eerste paar op het tweede borststuksegment en het tweede op het achtste achterlijfssegment, gezien vanaf de kop. Andere soorten monarchvlinders hebben nog een derde paar op ongeveer het midden van het lichaam, waardoor ze makkelijk zijn te onderscheiden. De uitsteeksels aan de voorzijde zijn langer dan die aan de achterzijde. Ze dienen om vijanden te verwarren: door de uitsteeksels aan beide lichaamsuiteinden is moeilijker in te schatten aan welke kant de voorzijde van de rups zit. Predatoren zoals vogels vallen het liefst de voorzijde aan om de prooi snel te doden. De kop van de rups is het enige harde deel. Dit wordt beschermd door twee chitineuze kopplaten. Aan de onderzijde van iedere kopplaat zit een rij enkelvoudige oogjes, die de ocelli worden genoemd. Iedere zijde van de kop heeft zes paar oogjes, maar desondanks ziet de rups bijzonder slecht (zie onder zintuigen). Aan de kop zitten twee kaken, de mandibels. Onder de kaken staan de antennes, die onooglijk klein en nauwelijks te zien zijn. Daar weer onder bevinden zich twee paar monddelen: de palpen. Aan de onderzijde van de kop ligt in het midden een spinselklier. Het spinsel dient alleen voor de verpopping; de rupsen gebruiken de draden niet om zich tijdens hun ontwikkeling te verankeren aan een plant en ze maken geen nest van spinsel, zoals de rupsen van sommige andere vlinders wel doen.
Als de larve uit het ei kruipt, is het lichaam maar enkele millimeters lang. Een volwassen rups kan een lengte bereiken van ongeveer 5 centimeter. Het totale gewicht van de rups is aan het einde van zijn ontwikkeling met factor 3000 toegenomen. De rups groeit net als alle rupsen in stapjes door regelmatig te vervellen. De periode tussen twee vervellingen wordt een instar genoemd. In totaal doorloopt de rups vijf instar. Als de rups uit het ei kruipt, bevindt deze zich in het eerste instar. Als de rups volledig ontwikkeld is, vindt de verpopping plaats. Dit gebeurt altijd aan het einde van het vijfde instar. De verschillende rupsstadia lijken op elkaar. De jonge rupsen zien er al net zo uit als de oudere exemplaren al zijn ze nog kleiner, minder sterk gekleurd, en zijn ook de zwarte lichaamsuitsteeksels kleiner.
- In het eerste instar heeft de rups net zijn ei verlaten en is slecht 2 tot 6 millimeter lang. De rups eet eerst zijn eierschaal op, waarna de eerste vervelling plaatsheeft. De rups is witachtig met dunne zwarte strepen en heeft nog geen duidelijke sprieten.
- In het tweede instar is de rups al groter en heeft een lengte van zes tot negen millimeter. De rups heeft sprietjes aan de voor- en achterzijde, die nog klein zijn. De kop is donker, de lichaamstekening bestaande uit strepen wordt zichtbaar.
- In het derde instar vertonen de rupsen een duidelijke aposematische kleuring als afweer. De lichaamsuitsteeksels aan de bovenzijde zijn goed zichtbaar. De rupsen hebben in het derde instar een lichaamslengte van 10 tot 14 millimeter.
- Tijdens het vierde instar, zijn de rupsen 13 tot 25 millimeter lang en aanzienlijk dikker. De lichaamskleuren en uitsteeksels zijn volledig ontwikkeld.
- De rupsen die het vijfde instar bereiken zijn 25 tot 45 millimeter lang.[32]

Ieder nieuw instar wordt voorafgegaan door een vervelling. Hierbij laat de oude huid los. Daaronder zit al een nieuwe huid. De huid van de kopschilden laat het eerst los, daarna stroopt de rups zijn oude huid als een sok af. De eerste tijd is de nieuwe huid nog zacht en kan nog oprekken om groei toe te laten. De rups is dan kwetsbaarder. Na iedere vervelling wordt de oude huid opgegeten zodat vervellingshuiden zelden te zien zijn.
De duur van het rupsstadium hangt af van het voedselaanbod en de omgevingstemperatuur. Een rups die genoeg te eten heeft en zich onder ideale omstandigheden ontwikkelt, kan zich al na tien tot veertien dagen verpoppen. Als de omgevingstemperatuur rond de 10 °C ligt, verloopt de ontwikkeling veel trager, doordat het metabolisme van de rups veel langzamer wordt. De duur van het rupsstadium kan dan oplopen tot wel 40 dagen. Om sneller te kunnen groeien, zoeken de rupsen het zonlicht op. Door te zonnen kan de rups zijn lichaamstemperatuur tot acht graden boven die van de omgevingstemperatuur brengen, wat het metabolisme en daarmee de lichaamsgroei versnelt.

### Pop

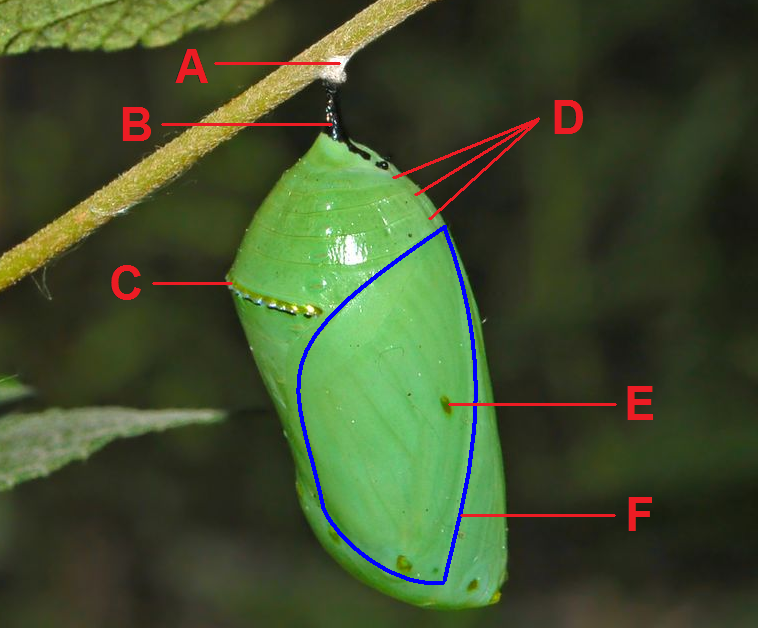
Delen van de pop:

Vlak voor de verpopping zoekt de rups een beschutte plek op, bijvoorbeeld onder een blad of tegen een tak. De rupsen van de monarchvlinder hebben een spinselklier aan de onderzijde van de kop. Deze wordt alleen gebruikt als de rups zich volledig heeft ontwikkeld. Met de spinselklier produceert de rups een dotje spinsel op het substraat, waarna de achterste poten, de naschuivers, het spinsel vastgrijpen. De rups hangt verder volledig vrij en blijft zo enige tijd hangen en neemt een karakteristieke J-vormige houding aan. Dit wordt de prepupatie genoemd; de rups vertoont gedurende deze tijd geen activiteit, maar is nog niet aan het verpoppen. Ten slotte werpt de rups zijn laatste larvenhuid af, waarna de pop tevoorschijn komt. Omdat de pop loskomt van de larvenhuid, moet de pop die vasthouden om niet te vallen. Hiertoe wordt een plooi tussen het derde en vierde achterlijfssegment gebruikt. Terwijl de pop zich met de pophuid aan de lavenhuid vasthoudt, wordt met de achterlijfspunt of cremaster gezocht naast het spinsel dat de oude larvenhuid vasthield. Aan het uiteinde van de cremaster bevinden zich kleine haakjes, die door bewegingen van de rups in het spinsel blijven klitten. Zodra de pop aan het spinsel vastzit, hardt de pop uit en krijgt zijn typische, eikelachtige vorm. Het popstadium is net als het eistadium lethargisch; het dier is immobiel en kan zich niet bewegen. De pop van de monarchvlinder heeft geen cocon, een door de spinselklieren van de rups gemaakt omhulsel dat dient ter bescherming van de pop en bij veel andere vlinders wel gemaakt wordt.
De pop van de monarchvlinder wordt net als bij andere vlinders chrysalis genoemd. De chrysalis is in eerste instantie groen en kleurt later donkerder. De kleur van de poppen vertoont nauwelijks variatie: deze is altijd groen. De pop is te herkennen aan een geribbelde rand aan de bovenzijde, die een gouden kleur vertoont. Ook zijn enkele goudkleurige vlekken op de pop aanwezig. De opvallende gouden vlekken dienen waarschijnlijk om vijanden af te schrikken. Omdat de vlekken lichtdoorlatend zijn, is wel geopperd dat ze pigmentvorming in de vleugels stimuleren. Het gif dat de rups heeft gegeten, blijft tijdens de verpopping behouden, zodat ook de pop giftig is. De giftige verbindingen worden opgeslagen in het achterlijf.
De duur van het popstadium hangt af van de omgevingstemperatuur en is gemiddeld tien tot veertien dagen. Als de chrysalis vrijwel volledig is ontwikkeld, kleurt de pop naar bijna zwart, wordt de pophuid doorzichtig en zijn de oranje kleuren van de vleugels al te zien. De vlinder zal binnen enkele uren lucht naar binnen zuigen, zodat de pophuid openbarst en de vlinder die kan verlaten. Uit de pop verschijnt de volwassen vlinder.
Aan de pop kan men al zien of het een mannetje of een vrouwtje betreft door met een loep te kijken naar de achterlijfssegmenten. Bij een vrouwtje heeft het eerste segment een kleine inkeping in de eerste achterlijfsring, die bij een mannelijke pop ontbreekt.

### Volwassen vlinder

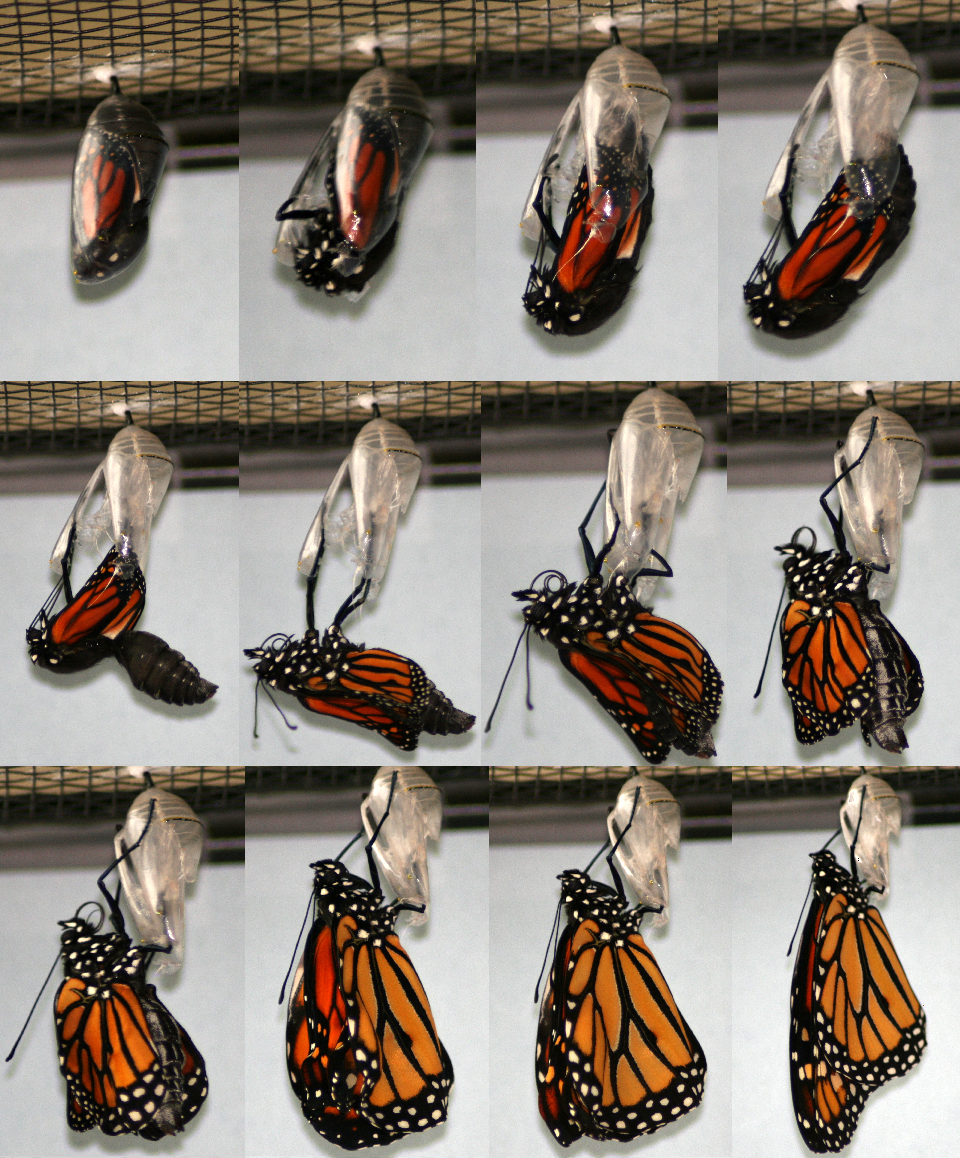
Een monarchvlinder verlaat de pop, het uitvouwen van de vleugels nam ongeveer 15 minuten in beslag.

De vleugels van een pas uitgeslopen vlinder zijn nog sterk opgevouwen en zien eruit als kleine propjes. Zodra de vlinder de pop heeft verlaten, worden lichaamssappen vanuit het achterlijf naar de vleugeladeren gepompt. Het achterlijf wordt hierbij kleiner, terwijl de vleugels zich uitvouwen en juist groter worden. Pas na enkele uren zijn ze volledig uitgevouwen.
De roltong of proboscis van de vlinder is bij het uitsluipen nog niet gefuseerd: de roltong bestaat uit twee lange uitsteeksels die aan de onderzijde van de kop zitten. Ieder deel heeft een 'U'- vorm in doorsnede waarbij de 'pootjes' rijen kleine klittenband-achtige haakjes bevatten. Deze worden tegen elkaar gebracht waarna de haakjes in elkaar klitten en de buisvormige tong ontstaat.
Een bijzonderheid van de monarchvlinder is de veel langere levensduur van de laatste generatie ten opzichte van de eerdere generaties. De eerste generaties trekken langzaam van zuid naar noord en planten zich onderwijl voort. De laatste generatie plant zich echter pas voort nadat ze naar het zuiden zijn getrokken en hebben overwinterd. De exemplaren van eerdere generaties leven ongeveer een tot twee maanden, terwijl de vlinders van de laatste generatie een leeftijd van acht tot negen maanden kunnen bereiken, wat relatief oud is in vergelijking met andere vlinders.

## Voedsel
De waardplanten voor de rups van de monarchvlinder zijn planten uit de maagdenpalmfamilie. Net als alle vlinders kunnen de rupsen zich slechts op een beperkt aantal soorten ontwikkelen. Met name de soorten uit het geslacht zijdeplant (Asclepias) worden gegeten.
In de lijst hieronder zijn de bekendere waardplanten van de rups weergegeven:
- Araujia hortorum
- Asclepias curassavica (Frederiksbloem)
- Asclepias fruticosa
- Asclepias incarnata (Rode zijdeplant)
- Asclepias physocarpa
- Asclepias syriaca (Zijdeplant)
- Asclepias speciosa
- Asclepias tuberosa
- Calotropis gigantea
- Gomphocarpus cancellatus
- Stapelia grandiflora
- Stapelia variegata

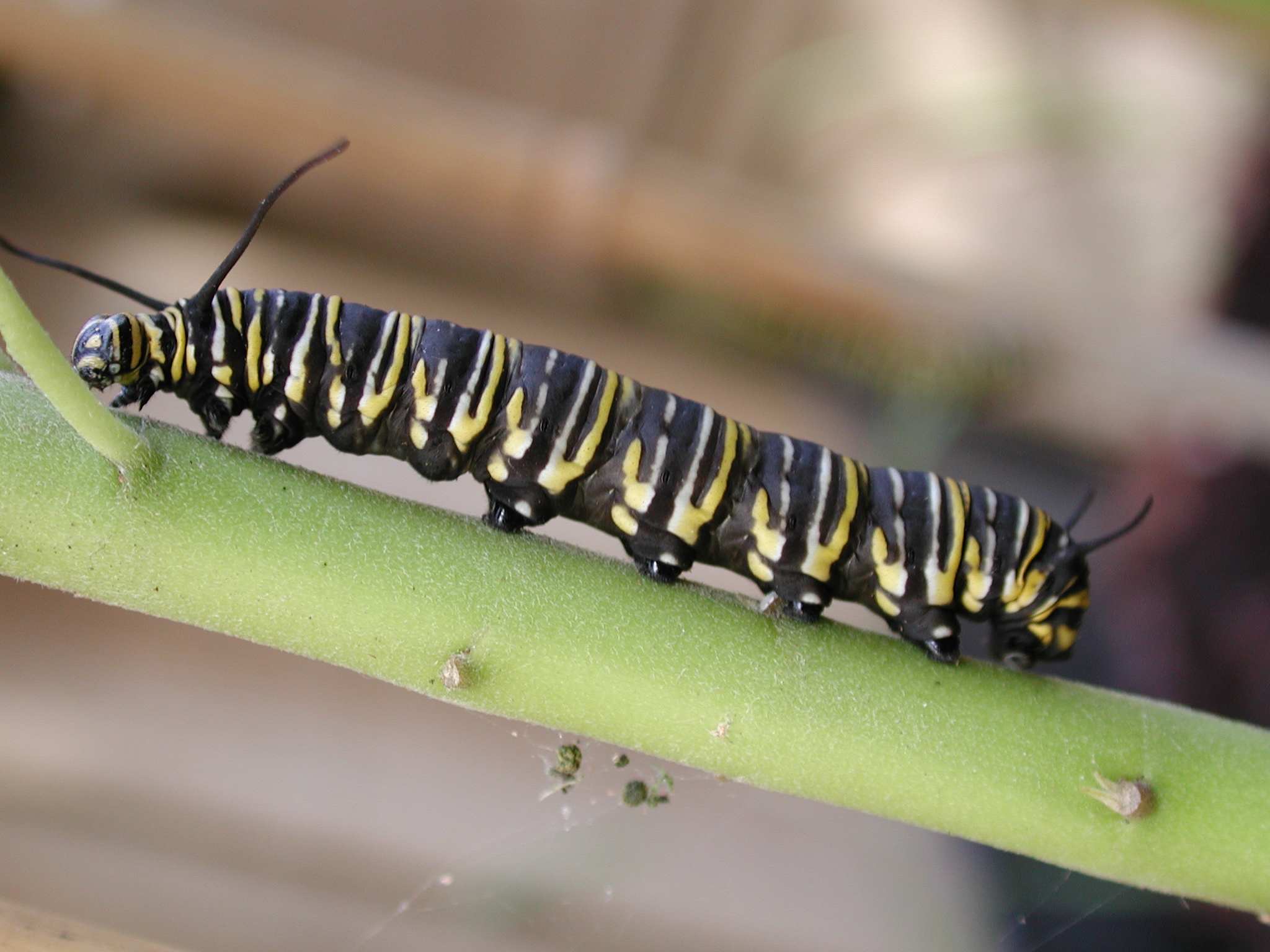
Een rups op een tak van de plant Asclepias physocarpa.

Af en toe worden nieuwe voedselplanten van de monarchvlinder ontdekt, zoals in 2006 op het Iberisch Schiereiland, waar overwinterende exemplaren soms worden aangetroffen. Uit onderzoek bleek dat de rups zich kan ontwikkelen op de giftige plant Cynanchum acutum, die verwant is aan de soorten uit het geslacht engbloem (Vincetoxicum).
De volwassen vlinder leeft van nectar uit bloemen van planten die behoren tot uiteenlopende families. De monarchvlinder is in staat deze suikerrijke vloeistof als een vetachtige stof in het lichaam op te slaan. Met name de exemplaren die de lange reis naar het overwinteringsgebied vliegen, hebben de vetten nodig als energiebron voor de lange vlucht; zie ook onder migratie naar het zuiden. Het kunnen omzetten van suikers naar vetten heeft als voordeel dat het volume en gewicht ervan afnemen, wat voor een vliegend insect van veel belang is.
De monarchvlinder drinkt regelmatig. Vaak worden hiervoor kleine plasjes opgezocht zoals plassen regenwater. De vlinder onttrekt ook vocht van rottend fruit, de ontlasting van dieren en aan kadavers. Uit het opgezogen vocht worden de benodigde mineralen gehaald. De opname van water reguleert het lichaamsgewicht; het vocht dient zo als 'ballastwater'.
Uit laboratoriumproeven is gebleken dat de vlinders kunnen leren welke kleuren met hun favoriete voedsel te maken hebben. De vlinder kan zich zo aanpassen aan een veranderend voedselaanbod.

## Verdediging

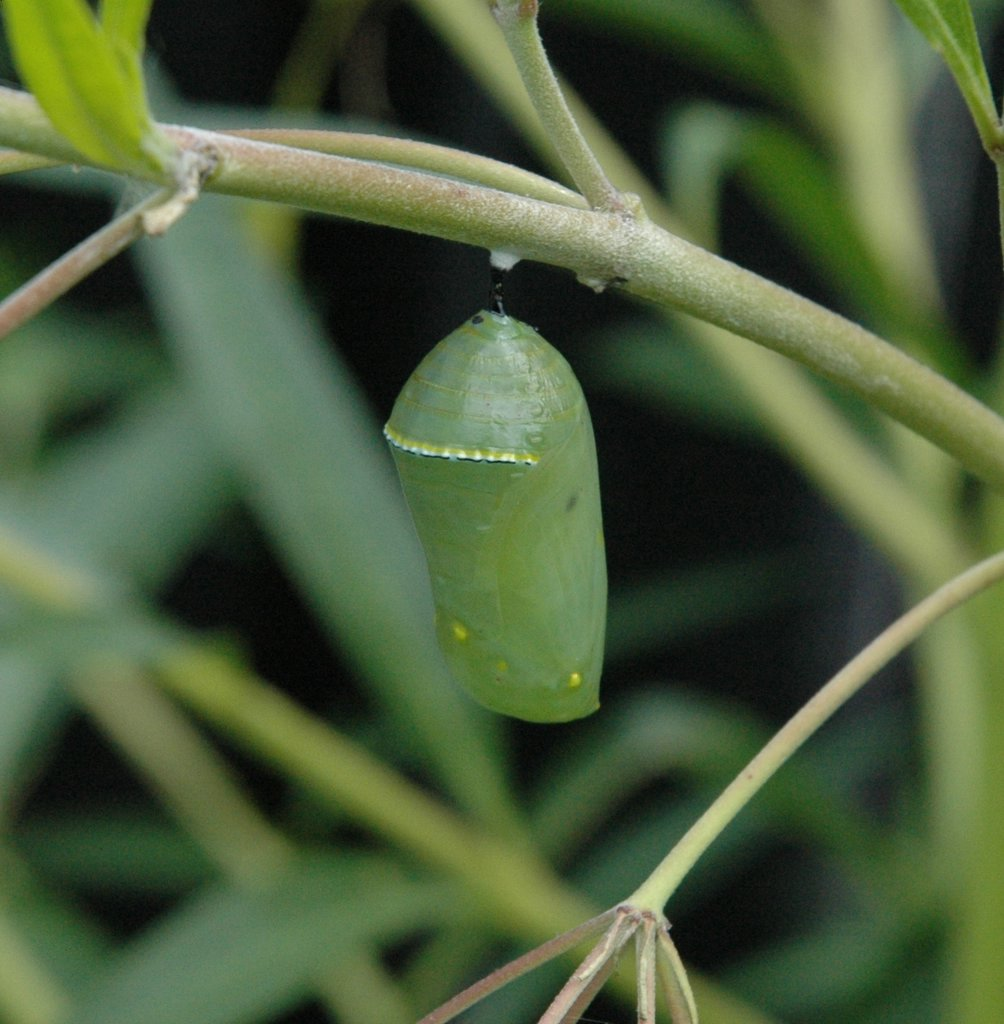
De rups heeft felle kleuren maar de pop is juist goed gecamoufleerd en lijkt op een vrucht.

De monarchvlinder beschikt over een sterke passieve verdediging doordat de vlinder in de meeste stadia giftig is. De monarchvlinder is het kwetsbaarst tijdens het ruststadium gedurende de winter. De vlinders houden zich dan op in bomen, op enige afstand van de bodem. Zo zijn de vlinders minder goed bereikbaar voor op de bodem jagende gewervelde dieren, zoals muizen en reptielen.
Als een rups door een grotere predator wordt aangeraakt worden de draad-achtige aanhangsels boven het lichaam heen- en weer bewogen om af te schrikken. De rups kan hier niet mee steken. Als dit niet helpt rolt de rups het lichaam op en laat zich op de bodem vallen. Een opgerolde rups die wordt lastiggevallen laat een schuim-achtig goedje uit de kop lopen, dat verschillende gifstoffen bevat.

### Giftigheid
Doordat de rupsen van giftige planten eten en ze het milde gif dat in de bladeren zit niet verteren maar opnemen in het weefsel waar het zich ophoopt, zijn ze oneetbaar voor de meeste soorten vogels, en aangezien ze door de opvallende kleuren erg herkenbaar zijn worden ze meestal met rust gelaten. Hoe ouder de rups is, hoe meer gif wordt opgeslagen, en de rups wordt dus giftiger naarmate hij ouder wordt.
Het eten van giftige planten heeft nog een ander voordeel: de rupsen vallen niet ten prooi aan grazers, die dergelijke planten mijden. Rupsen die van niet-giftige planten leven - zoals grassen - worden soms per ongeluk met plant en al opgegeten door grote herbivoren zoals koeien en paarden.
De soorten uit het geslacht Asclepias zijn allemaal in meerdere of mindere mate giftig. De toxische verbindingen bestaan uit alkaloïden en glycosiden die op het zenuwstelsel van zoogdieren werken. Sommige soorten zijn niet giftig en van andere soorten zijn alleen bepaalde delen giftig zoals de bast en het sap. Er zijn soorten die zo giftig zijn dat de rups onmiddellijk vergiftigd wordt als hij ervan eet.
Van veel planten is beschreven dat bij insectenvraat het speeksel van het insect een afweerreactie bij de plant oproept. Die reactie bestaat eruit dat de plant extra plantentoxine door de vaatbundels naar het aangevreten deel brengt. De tabaksplant bijvoorbeeld stuurt extra nicotine naar de boosdoener, wat giftig is voor insecten. De rupsen van de monarchvlinder zijn bestand tegen het milde gif dat normaal gesproken in de bladeren voorkomt, maar zullen proberen te voorkomen dat het blad door de plant nog giftiger wordt gemaakt. De rupsen knagen hiertoe eerst de bladnerven door en beginnen dan pas het blad op te eten. De plant kan hierdoor geen sappen meer naar dat deel van het blad toevoeren. Naast gifstoffen bevat het plantensap van de zijdeplant een latex-achtig goedje dat snel stolt. Het dient om beschadigingen aan het blad te bedekken en af te sluiten, maar heeft ook tot gevolg dat de kaakdelen van de rupsen aan elkaar gelijmd worden. Door de hoofdnerven door te bijten wordt voorkomen dat de monddelen van de rups aan elkaar blijven plakken.
De kleuren van de rups zijn aposematisch, wat betekent dat ze dienen om vijanden af te schrikken. De meeste rupsen hebben camouflagekleuren en verstoppen zich het liefst, de rupsen van de monarchvlinder daarentegen laten zich juist zo veel mogelijk zien. Om de zichtbaarheid te vergroten zijn de rupsen positief fototactisch en negatief geotactisch, wat wil zeggen dat ze naar het licht toe (positieve fototaxie) en van de bodem af kruipen (negatieve geotaxie), dus hoger in de plant komen. Zo zijn de rupsen goed zichtbaar waardoor vijanden sneller leren om ze te mijden.
De toxische verbinding is chemisch gezien een glycoside die behoort tot de groep cardenoliden en wordt wel een cardioglycoside genoemd. Het voorvoegsel cardio betekent 'hart' en slaat op een van de effecten van het gif. Net als andere cardioglycosiden werkt het gif voornamelijk op het hart. Als een vogel de rups toch eet, werkt het gif direct op de maag en de vogel spuugt zijn prooi meestal korte tijd later weer uit. De vogel zal in het vervolg vermijden een rups of vlinder op te eten, als de confrontatie tenminste overleefd wordt.

## Vijanden

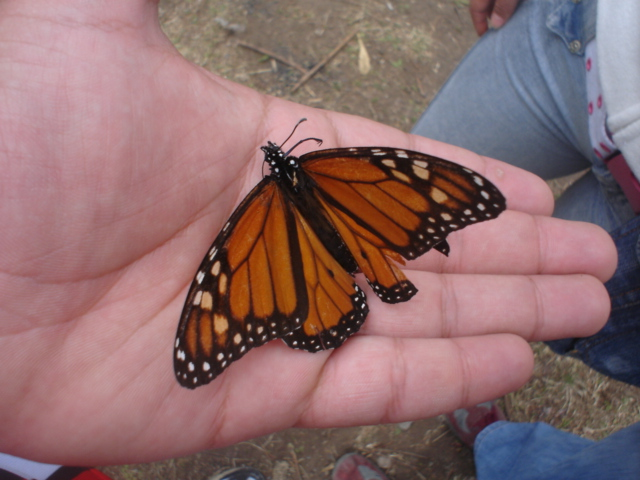
Vogels zijn de belangrijkste vijanden, dit mannetje heeft een hap uit zijn rechterachtervleugel.

De monarchvlinder kent vele vijanden. Zowel natuurlijke omstandigheden als dieren die op de rupsen of de volwassen vlinder jagen kunnen de populaties drukken.
Zowel de rups als de vlinder worden ondanks hun giftigheid buitgemaakt en gegeten door een breed scala aan insecteneters. Voorbeelden zijn verschillende geleedpotigen, reptielen, kleine zoogdieren als muizen, en vogels. Ook de eieren worden gegeten door dieren als roofmijten en kleine insecten.

### Vogels
De monarchvlinder wordt net als alle vlinders voornamelijk gegeten door vogels. De meeste vogels leren al snel dat de vlinder oneetbaar is door simpelweg een hap van de vlinder te nemen. Sommige exemplaren overleven dit niet, maar vanwege het leereffect door de vogels, heeft het grootste deel van de monarchvlinders op die manier weinig te vrezen van vijanden.
De monarchvlinder heeft in vergelijking met andere vlinders een zeer bestendig exoskelet dat niet zozeer hard maar enigszins leerachtig is. De meeste vlinders kunnen door vogels eenvoudig worden gedood door in het borststuk te pikken, wat direct fataal is. De monarchvlinder heeft een dusdanig sterk omhulsel dat het vrijwel onmogelijk is om de vlinder op die manier te doden. Een vogel zal de vlinder na enkele pogingen vaak weer loslaten, zodat de monarchvlinder kan ontsnappen. In de meeste gevallen komt de vlinder er zonder beschadigingen vanaf.
Slechts enkele vogels zijn immuun voor het gif van de planten waarvan de rups eet. Voorbeelden zijn de zwartstuittroepiaal (Icterus abeillei) en de zwartkopbisschop (Pheucticus melanocephalus). In gebieden waar deze vogelsoorten algemeen voorkomen worden veel monarchvlinders gegeten. Andere vogels zijn niet immuun voor het gif maar eten slechts af en toe een monarchvlinder of ze eten alleen de niet-giftige delen. Voorbeelden zijn enkele soorten uit de familie wielewalen (Oriolidae).

### Andere gewervelden
Knaagdieren die de vlinder eten zijn onder andere verschillende vertegenwoordigers van de echte muizen, de woelmuizen en de spitsmuizen. Muizen eten alle stadia, vooral de rups en de volwassen vlinder vallen ten prooi. De monarchvlinder overwintert in hogere delen van bomen en niet op de bodem, waarschijnlijk door de sterke predatie van knaagdieren. Van andere verwante tropische vlinders die tot het geslacht Danaus behoren is bekend dat de migrerende soorten vooral gegeten worden door muizen als ze in groepen de winterslaap doorbrengen.
Reptielen zoals slangen en hagedissen vormen geen groot gevaar voor de monarchvlinder. Hoewel reptielen uitgesproken insecteneters zijn, komen ze relatief weinig voor in de bergstreken waar de monarchvlinders overwinteren. Ook in het noordelijke verspreidingsgebied van de oostelijke populatie zijn reptielen betrekkelijk zeldzaam in vergelijking met andere delen van Midden- en Noord-Amerika.

### Ongewervelden

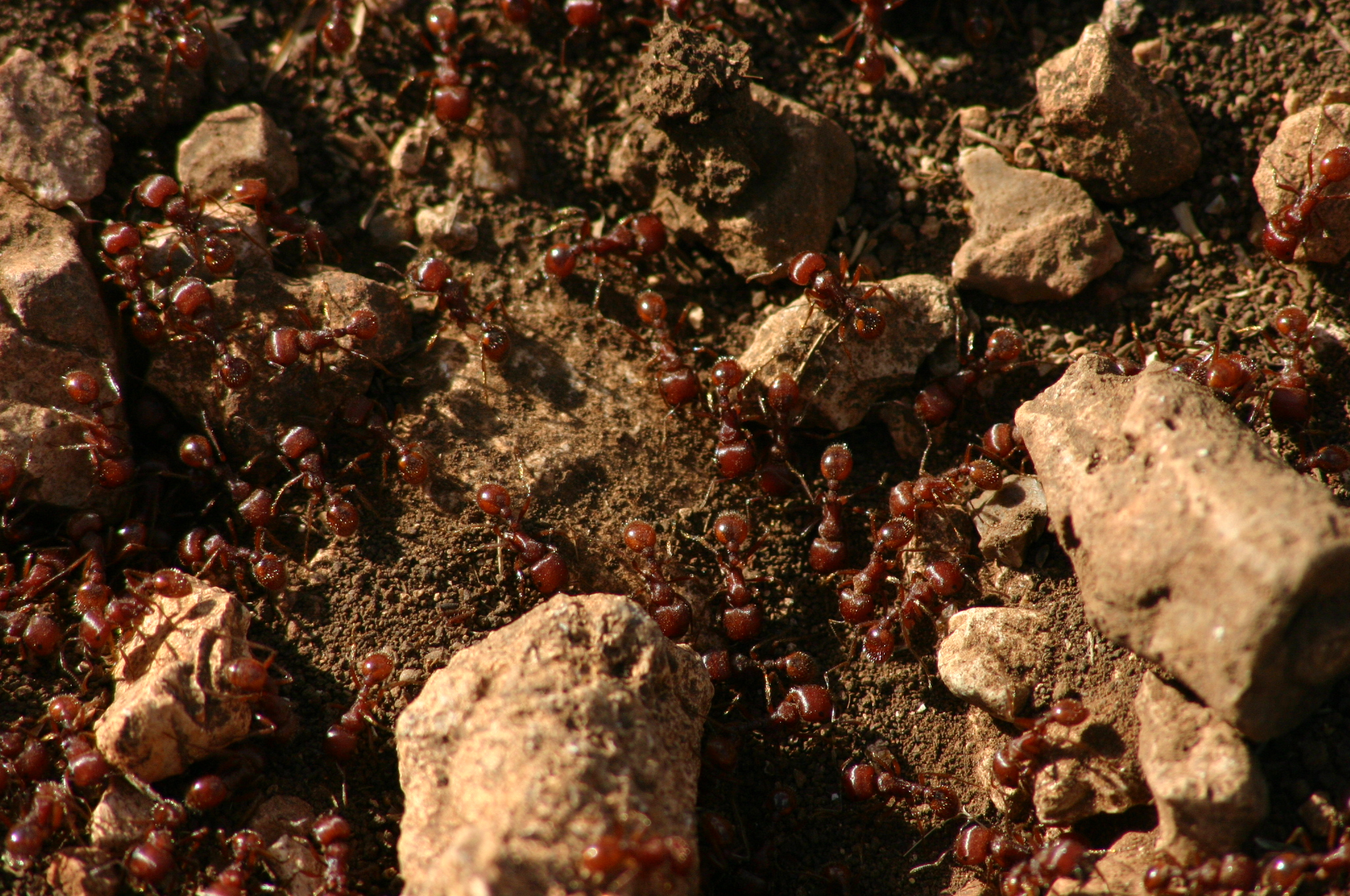
Vuurmieren in de Amerikaanse staat Texas.

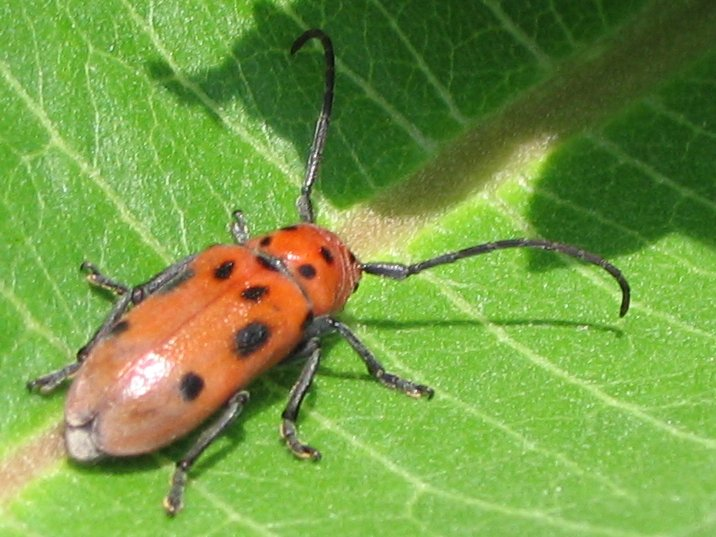
Tetraopes tetrophthalmus is een voedselconcurrent.

Er zijn verschillende ongewervelden die jagen op diverse stadia van de monarchvlinder. Het gif van de vlinder werkt sterk irriterend op gewervelde dieren maar werkt niet altijd op ongewervelden. De jongere rupsen bijvoorbeeld zijn voor vrijwel alle roofinsecten goed eetbaar omdat ze nog weinig gif bevatten. De oudere rupsen en volwassen vlinders worden echter belaagd door verschillende carnivore insecten zoals wespen, roofkevers, mieren en verschillende soorten wantsen, zoals soorten uit het geslacht Zelus. Wespen die de rups doden eten deze niet zelf op maar voeren de rups aan de wespenlarven in het nest. De giftige verbindingen in het lichaam van de rups kunnen echter zorgen voor een verstoorde voortplanting en schade aan het nest.
Vrijwel geen van de genoemde insecten is echter in staat om de volwassen monarchvlinder te grijpen, vanwege de grootte van de dieren. Een uitzondering vormen enkele soorten libellen, die een stuk groter worden en zowel behendige vliegers als felle rovers zijn.
De rups wordt belaagd door een aantal parasitaire insecten, die als parasitoïde aan te merken zijn. Ze parasiteren dus niet alleen maar leiden uiteindelijk tot de dood van de rups. Het betreft verschillende sluipvliegen (Tachinidae) en sluipwespen (Ichneumonidae). Zowel sluipvliegen als sluipwespen sporen insectenlarven op en zetten hierin een of meerdere eieren af. De vliegen- en wespenlarven eten de rups van de monarchvlinder van binnenuit op. De parasietenlarven eten eerst de reserves op, de vitale organen van de rups komen als laatste aan de beurt, vlak voor de verpopping. Zo voorkomen ze, dat de rups sterft voordat de parasietenlarven zijn ontwikkeld, ze kunnen namelijk niet leven van dood, rottend weefsel. Nadat de rups is gedood kruipen de parasietenlarven enige tijd later naar buiten. De larven van sluipvliegen verlaten het lichaam door zich naar de bodem te laten zakken aan een slijmdraad. Hierdoor is een door een sluipvlieg gedode pop als zodanig te herkennen. De vliegenlarven boren zich vervolgens in de grond, waar ze verpoppen. Sluipwespen verpoppen in of op de rups zelf en kunnen zich in grotere aantallen ontwikkelen. Er is een geval beschreven waarbij uit een enkele dode rups 32 kleine wespjes tevoorschijn kwamen.
Sommige vijanden van de vlinder komen in het natuurlijke verspreidingsgebied niet voor, maar kunnen de giftige rupsen van de monarchvlinder toch eten. Een voorbeeld is de roofwants Cermatulus nasalis, die voorkomt in Australië en Nieuw-Zeeland. Deze wants steekt zijn naald-achtige zuigsnuit in de rups en zuigt hem leeg.
Naast direct vijandige insecten die de rups opeten hebben de rupsen ook te lijden onder voedselconcurrenten die tot de insecten behoren. Een bekend voorbeeld is de kever Tetraopes tetrophthalmus, die leeft van verschillende soorten zijdeplanten.
Naast insecten wordt de monarchvlinder belaagd door verschillende spinnen. Het zijn met name de webproducerende spinnen die de volwassen vlinders in hun web vangen. Een aantal soorten spint een in het web verstrikt geraakte monarchvlinder in om deze leeg te zuigen. Er zijn echter spinnen die de vlinder als oneetbaar beschouwen. In dit laatste geval knipt de spin de vlinder uit het web.

### Eencelligen en virussen
Alle stadia van de monarchvlinder kunnen worden geïnfecteerd door de eencellige parasiet Ophryocystis elektroscirrha, die behoort tot de familie Ophryocystidae. De meeste soorten uit deze familie besmetten kevers, maar Ophryocystis elektroscirrha is bekend van enkele vlinders zoals de monarchvlinder. De parasiet tast de huid- en voortplantingsweefsels aan van zowel de rupsen als de vlinders. Vaak manifesteert de parasiet zich in eierleggende vrouwtjes, waardoor een afgezet ei is omringd met sporen. Zodra de rups uitkomt wordt van het blad gegeten en vindt de besmetting plaats. Onder normale omstandigheden richt de parasiet de vlinder niet te gronde, maar houdt zich slechts in leven door de vlinders steeds te besmetten. Bij monarchvlinders is aangetoond dat ze hun nageslacht kunnen "genezen" van Ophryocystis elektroscirrha. De vrouwtjes zetten hun (besmette) eitjes bij voorkeur af op bepaalde soorten uit het plantengeslacht Asclepias. Die soorten verkleinen de infectie.
Bepaalde virussen ontwikkelen zich in de rups en kunnen grote groepen rupsen besmetten. Vooral kernpolyedervirussen zijn bekend. Deze doden de rupsen van een groot aantal vlinders. Het virus ontwikkelt zich in het darmstelsel van de rups en richt uiteindelijk bijna 100% van de besmette rupsen te gronde. De rups vertoont uiterlijk geen symptomen maar stopt uiteindelijk met eten, waarna het lichaam steeds slapper wordt. De geïnfecteerde rups of pop kleurt uiteindelijk zwart en de inwendige organen lossen op. Vaak barst de huid uiteindelijk open, waarbij een slijmerig goedje tevoorschijn komt. De virussen tasten alleen insecten aan en vormen geen gevaar voor de mens. Hierdoor worden kernpolyedervirussen op grote schaal als biologisch bestrijdingsmiddel ingezet.

### Invasieve soorten

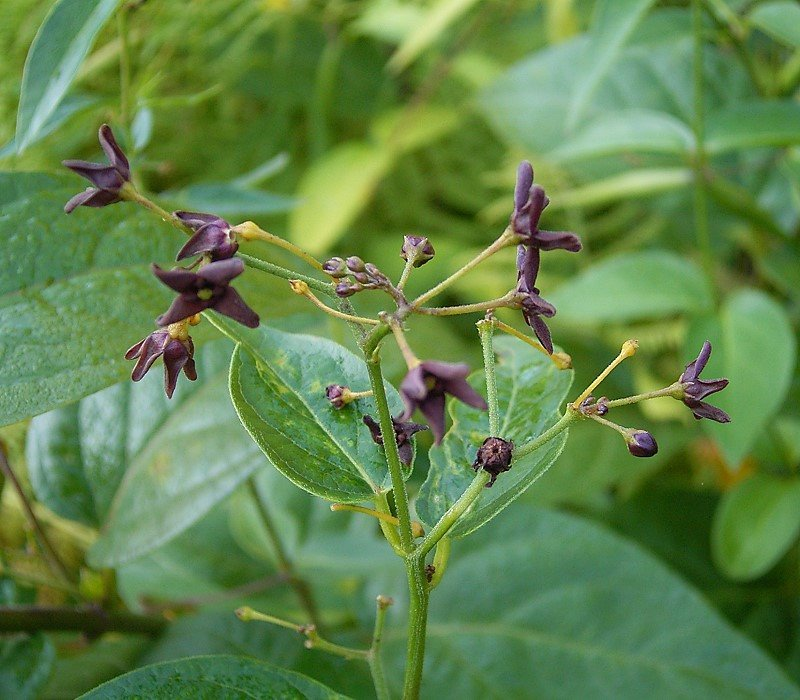
Bloeiwijze van de zwarte engbloem.

De monarchvlinder heeft binnen zijn verspreidingsgebied te lijden onder dieren en planten die daar oorspronkelijk niet voorkwamen. Dergelijke organismen worden exoten genoemd en de soorten die kunnen overleven en schade aanrichten staan bekend invasieve soort. Sommige van dergelijke invasieve soorten kunnen de populaties van de monarchvlinder decimeren. De vuurmieren uit het geslacht Solenopsis zijn hiervan een voorbeeld. In het zuiden van de Verenigde Staten komen deze vijanden van veel andere insecten soms algemeen voor en het gif dat de rupsen van de monarchvlinder bij zich dragen beschermt ze niet tegen andere insecten. Dit kan desastreuze gevolgen hebben voor de vlinder. Met name de soort Solenopsis invicta, die in de jaren 20 uit Zuid-Amerika is geïntroduceerd en alle ongewervelden, hagedissen en bodembewonende vogels die op zijn pad komen vernietigt, is een bedreiging. Op plaatsen waar de mier voorkomt, wordt bijna 100 procent van alle eieren en rupsen van de monarchvlinder opgegeten. Een andere vuurmier die, in tegenstelling tot Solenopsis invicta, van nature in het verspreidingsgebied van de vlinder voorkomt is Solenopsis geminata. Deze vuurmier heeft een veel beperktere negatieve invloed op de monarchvlinder.
Sommige planten vormen indirect een bedreiging voor de vlinder. Een voorbeeld is de zwarte engbloem (Vincetoxicum nigrum). Deze soort behoort net als de waardplanten van de rups tot de maagdenpalmfamilie. De plant is eveneens giftig. Desondanks is de zwarte engbloem ongeschikt als voedsel voor de rups, aangezien de plant zo giftig is dat de rups het niet overleeft. Uit studies blijkt dat de eitjes die op de plant worden afgezet meestal niet tot ontwikkeling komen. De zwarte engbloem is in de Verenigde Staten een zeer beruchte invasieve soort, die binnen korte tijd hele velden kan overwoekeren waardoor andere planten geen kans maken. Niet alleen op landbouwgrond vormt de plant een plaag, maar ook in bermen en op braakliggende delen komt de soort voor en overwoekert onder andere de zijdeplanten. De zwarte engbloem is oorspronkelijk een Europese soort, die gedurende de Tweede Wereldoorlog naar de Verenigde Staten werd gebracht. De snelgroeiende plant zou erg geschikt zijn om latex te produceren, waar een schrijnend tekort aan was. Latex was nodig voor de fabricage van rubber voor pakkingen, afsluitringen en andere technische onderdelen. De plant bleek ongeschikt voor de grootschalige productie van latex, maar wist zich in de natuur te handhaven en te verspreiden. Omdat de plant in Amerika geen concurrenten kent en pathogenen als schimmels en bacteriën, en aan de plant knagende herbivoren zoals insecten van nature niet voorkomen, kon de soort zich in hoog tempo verspreiden. Tegenwoordig komt de zwarte engbloem voor in grote delen van het verspreidingsgebied van de monarchvlinder.

## Verspreidingsgebied

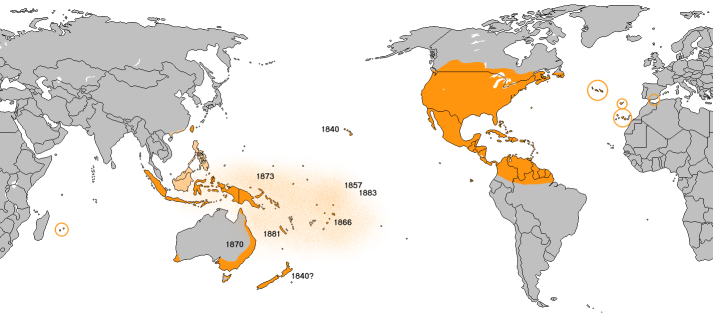
Wereldwijde verspreiding van de monarchvlinder in het oranje. De jaartallen geven aan wanneer de vlinder voor het eerst is waargenomen buiten het oorspronkelijke verspreidingsgebied.

De monarchvlinder komt oorspronkelijk voor in Amerika, met name in Midden- en Noord-Amerika. De monarchvlinder kent in Noord- en Midden-Amerika twee populaties: een oostelijke populatie en een westelijke populatie. De twee populaties worden gescheiden door een voor veel dieren onneembare barrière: de Rocky Mountains. Deze bergketen is gelegen aan de westkant van de Verenigde Staten en strekt zich uit van het noorden tot het zuiden van het land. De Rocky Mountains is een hooggebergte dat zelfs voor mensen moeilijk is over te komen. Er zijn echter aanwijzingen dat er in warme jaren toch een uitwisseling tussen beide populaties plaatsvindt. Vroeger werd gedacht dat deze vermenging gevaarlijk zou zijn voor met name de kleinere westelijke populatie. De exemplaren uit de oostelijke populatie zouden ziekteverwekkers als schimmels en parasieten kunnen verspreiden. Tegenwoordig wordt ook wel de theorie geopperd dat de oostelijke populatie regelmatig de westelijke heeft aangevuld in warme jaren.
De westelijke populatie is de kleinste. Deze vlinders leven ten westen van de Rocky Mountains. Ze houden hun winterslaap in het uiterste zuidwesten en trekken naar het noorden in de lente en zomer. Het aantal per overwinteringsplaats kan oplopen tot honderdduizend exemplaren.
De oostelijke populatie is veruit de grootste. Er zijn kolonies bekend met 20 tot 30 miljoen monarchvlinders. De oostelijke populatie overwintert in zuidelijk Mexico.
Naast het verschil in aantallen zijn er nog andere verschillen tussen de twee populaties. De westelijke populatie heeft een aanzienlijk kleiner verspreidingsgebied dan de oostelijke. Ten slotte verspreiden de exemplaren van de westelijke populatie zich diffuus, de vlinders van de oostelijke populatie trekken meer in groepen naar het noorden.
Wat beide populaties gemeen hebben is dat ze in de lente uit hun winterschuilplaatsen komen om gedurende de zomer naar het oosten en noorden te trekken. Tijdens de trek zetten de vrouwtjes eitjes af en ontwikkelt zich een tweede generatie. Dit herhaalt zich vervolgens een aantal keer. Aan het eind van de zomer vliegt de laatste generatie in één beweging terug naar het zuiden om te overwinteren. Na de winterslaap begint deze cyclus opnieuw.

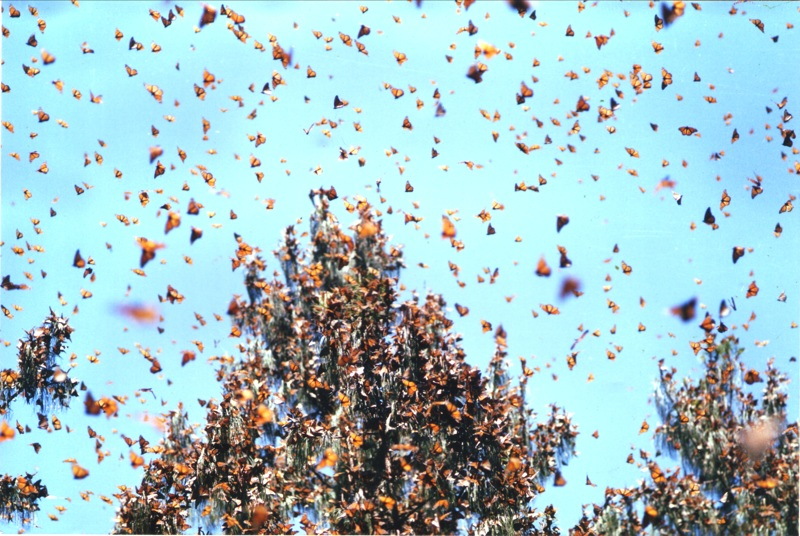
Een zwerm monarchvlinders doet denken aan een oranje wolk.

Veel Amerikanen komen de vlinders twee keer per jaar tegen, eenmaal in de lente als ze noordwaarts trekken en eenmaal in de herfst als ze naar het zuiden terugkeren. Vooral in de Amerikaanse staat Texas is dit het geval, aangezien Texas een soort 'bottleneck' vormt bij de migratie van de monarchvlinder. Texas speelt hierdoor een belangrijke rol bij de trek van de monarchvlinder. Bij de exemplaren die uit hun winterslaap komen en naar het noorden vliegen, is Texas het belangrijkste afzetgebied van de eerste eitjes van de vrouwtjes. Vrijwel de gehele eerste generatie van het jaar is daarom afkomstig uit deze staat. Als de vlinders van volgende generaties in de herfst massaal naar het zuiden trekken is Texas de laatste stop voordat het winterkwartier wordt bereikt.
Buiten het natuurlijke verspreidingsgebied komt de vlinder inmiddels voor in verschillende werelddelen. In delen van het totale verspreidingsgebied komt de vlinder slechts voor als dwaalgast, zoals in delen van Europa. In andere delen, zoals Azië, komt de vlinder het gehele jaar door voor. Ook op de Canarische Eilanden heeft de vlinder zich permanent gevestigd.
In Europa komt de vlinder soms voor als Amerikaanse zwermen de Atlantische Oceaan oversteken. Voorbeelden van landen waar de monarchvlinder is aangetroffen zijn Engeland, Frankrijk, Portugal en Spanje.
De verspreiding van de monarchvlinder naar Australië en delen van Azië is een apart verhaal. De vlinder was hier namelijk nog nooit waargenomen tot ze in 1870 voor het eerst in Australië werd gezien.

## Migratie

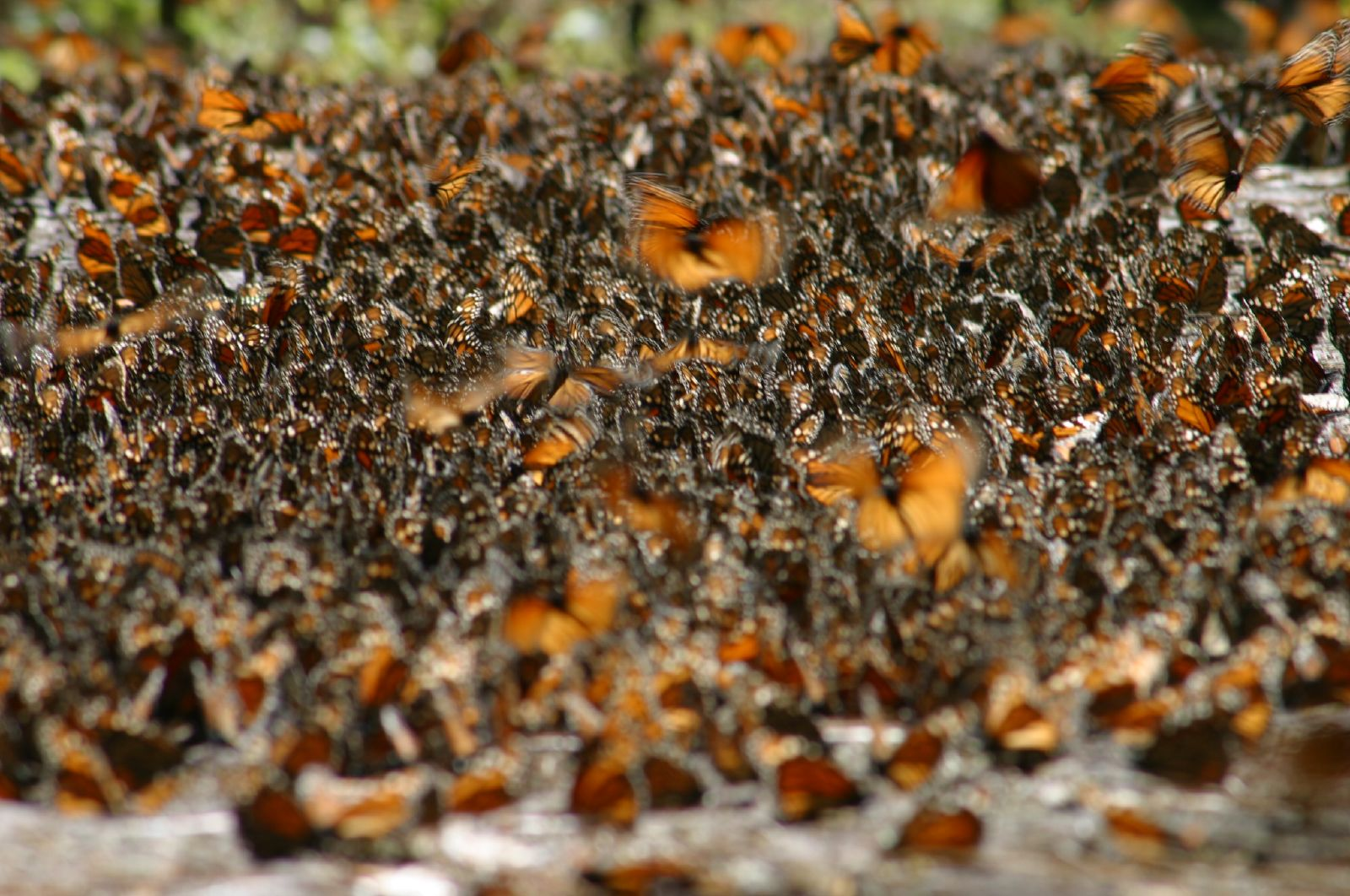
De trek van de monarchvlinder is wereldberoemd, hier komen vele duizenden exemplaren drinken uit plasjes op de bodem.

De monarchvlinder heeft een haast iconische status als trekvlinder; de jaarlijkse trek van vele miljoenen exemplaren is een van 's werelds bekendste fenomenen uit de natuur. Er zijn wel meer soorten vlinders die trekken en in grote groepen overwinteren, zoals de Amerikaanse Anetia briarea, maar de afstanden die de monarchvlinder aflegt en de aantallen waarmee ze dat doen zijn ongekend in de insectenwereld. De vlinder is hierdoor een van de bekendste Amerikaanse insecten en de groepen van monarchvlinders zijn in vele documentaires en boeken vastgelegd.
Als de vlinders in het voorjaar ontwaken vindt de paring plaats, en begint een trek naar het noorden. De trek is op verschillende manieren bijzonder. Ten eerste de hoeveelheden vlinders; ze vliegen in aantallen van vele miljoenen tegelijk. Daarnaast is de trek van de vlinders opmerkelijk omdat de exemplaren die de trek in gang zetten al na enkele weken sterven; het zijn de twee volgende generaties die de trek noordwaarts voortzetten en een vierde generatie die zich vol eet om voldoende reserves aan te leggen om de trek naar het zuiden te kunnen maken en daar in grote groepen van soms tientallen miljoenen exemplaren te overwinteren. In de volgende lente worden de vlinders weer actief en begint de voortplantingstijd opnieuw.
De migratie bestaat dus uit twee delen: een noordwaartse trek in de lente en zomer waarbij de dieren zich voortplanten en de aantallen steeds groter worden en een zuidelijke trek waarbij de vlinders zich meestal niet voortplanten maar direct doorvliegen naar bepaalde berggebieden in Mexico.
Over het hoe en waarom de van de trek van zuid naar noord is inmiddels veel bekend. De rups van de vlinder leeft van planten die alleen groeien gedurende een bepaald seizoen. In het noorden van Noord-Amerika is het in de winter te koud en te droog voor deze planten en in het zuiden is het in de zomer te heet. In het zuiden groeien de planten alleen in de lente en in het noorden sterven de planten als de winter aanvangt. De vlinder volgt deze zich noordwaarts bewegende 'band' van zijdeplanten waarbij ze gebruikmaken van de zon als kompas.
Het is de trek naar het zuiden die nog steeds met raadsels is omgeven. De vlinders die van zuid naar noord trekken zijn al lange tijd dood voordat de exemplaren van de laatste (noordelijkste) generatie de lange tocht naar het zuiden aanvangen. Deze migrerende vlinders bewegen zich in een richting tegengesteld aan die van de (groot)ouderdieren en het mechanisme hierachter is nog niet begrepen. Ze kunnen niet geleerd hebben dat ze naar het zuiden moeten trekken en tevens moet de reden voor de uitgestelde voortplanting nog worden vastgesteld.

### Oostelijke populatie Verenigde Staten
De totale oostelijke populatie van de monarchvlinder strekt zich uit van zuidwestelijk Mexico, waar de dieren overwinteren, tot boven de grens met Canada. De populatie wordt begrensd door de vegetatiegroei; als er geen zijdeplanten zijn kunnen de rupsen zich niet ontwikkelen. Er zijn echter ook vlinders aangetroffen die ver buiten dit gebied zijn geraakt, zoals op open zee.

#### Eerste generatie

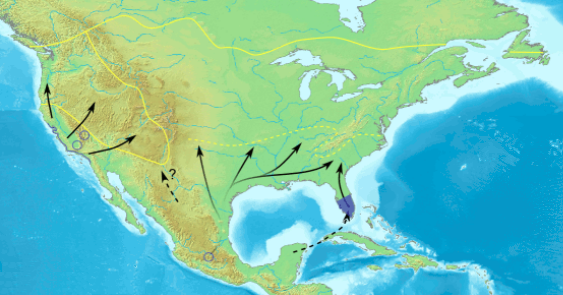
De eerste generatie verlaat Texas.

De eerste vlinders die te zien zijn, zijn feitelijk de overwinterde exemplaren van het vorige jaar. De monarchvlinder overwintert in grote groepen en de enorme clusters van vlinders vallen in februari tot maart uiteen, waarbij de vlinders in grote oranje wolken zwermen en vaak een paring plaatsvindt. Ze trekken dan naar het noorden waarbij ze zich voortplanten. De vrouwtjes van met name deze exemplaren hebben vaak moeite een geschikte voedselplant te vinden voor de rupsen. De rupsen eten alleen zijdeplanten, die soms nog niet ontkiemd zijn als de vrouwtjes eitjes proberen af te zetten. De vrouwtjes vliegen zover mogelijk naar het noorden voor ze hun eitjes afzetten. De reden hiervoor is dat de weinige geschikte zijdeplanten in Mexico al snel voorzien zijn van eieren door de eerst aangekomen vrouwtjes. Een zijdeplant is door de vraatzucht van de rupsen slechts geschikt voor de ontwikkeling van enkele exemplaren. Een vrouwtje zal proberen haar eieren op een 'lege' plant af te zetten omdat dit de kansen van de larven vergroot.
De eerste generatie vlinders wordt grotendeels geboren in de staat Texas. De vrouwtjes uit de generatie van het vorige jaar zijn aangetroffen tot in de staat New York maar dit zijn zeldzame uitzonderingen. De exemplaren die tot de eerste generatie behoren leven in de lente en vliegen tot in de staten Alabama, Florida, Louisiana, Mississippi en met name Texas. De vlinders die als eerste uit het ei komen ontwikkelen zich als de omstandigheden meezitten snel. Binnen een maand zijn ze volwassen en kunnen direct met elkaar paren. De eitjes die hieruit voortkomen vormen de tweede generatie.

#### Tweede generatie

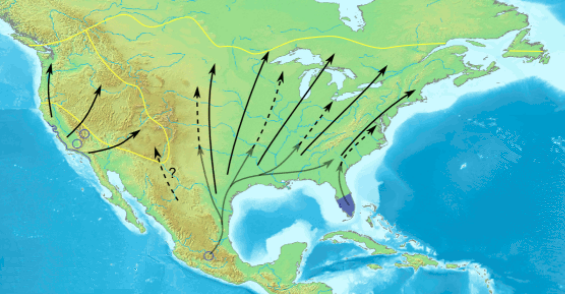
De tweede generatie trekt noordwaarts de VS in.

De vlinders van de tweede generatie leven gedurende de vroege zomer en trekken langzaam verder noordwaarts, waarbij ze onderweg paren. Een vrouwtje kan vier tot vijf keer paren gedurende haar leven. De tweede generatie komt meestal niet verder dan de staten in het centrale deel van de VS, de zogenaamde Corn Belt, met de staten Arkansas, Georgia, Illinois, Indiana, Kansas, Kentucky, Missouri, North Carolina, Oklahoma, South Carolina, Tennessee en Virginia. Het centrale deel van de Verenigde Staten wordt gekenmerkt door grootschalige akkerbouw, waar voldoende zijdeplanten te vinden zijn.

#### Latere generaties

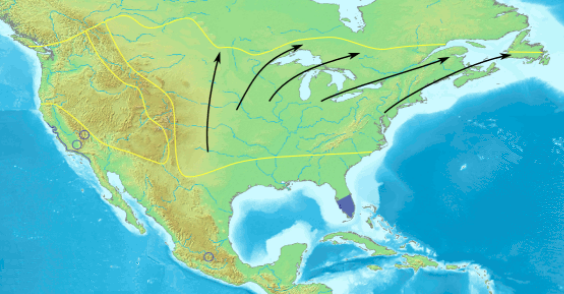
De derde en vierde generatie bereiken Canada.

De derde, en soms ook nog een vierde, generatie van de vlinder, bereikt aan het eind van de zomer het noordelijkste deel van het verspreidingsgebied, de grens tussen de Verenigde Staten en Canada. De waardplanten van de rupsen, de zijdeplanten, kunnen niet tegen koude, en de noordgrens van hun verspreiding ligt bij de 50e tot 52e breedtegraad. De grens loopt westwaarts van de zuidelijke prairies van Canada in de provincies Nova Scotia, New Brunswick, Ontario en Québec, tot oostwaarts langs de kust van het Bovenmeer. De vlinders vliegen soms hun doel voorbij en kunnen veel noordelijker worden aangetroffen. Ze kunnen hier echter geen voedselplanten vinden voor de larven. De monarchvlinder is aangetroffen tot in de laaglanden rond de Hudsonbaai en de Jamesbaai. Er is zelfs een waarneming van de vlinder in de Northwest Territories in het noorden van Canada. In het oosten wordt de vlinder gevonden op het eiland Newfoundland, terwijl hier geen zijdeplanten voorkomen.
De derde en vierde generatie vlinders ontwikkelen zich aan het einde van de zomer in het noorden van de Verenigde Staten en het zuiden van Canada. Deze generaties hebben het noordelijkste deel van het verspreidingsgebied bereikt en trekken niet verder. De vlinders die aan het einde van de zomer worden geboren wijken af van de eerdere generaties en zijn nog niet vruchtbaar. Ze kunnen zich hierdoor nog niet voortplanten en steken hun tijd in het verzamelen van zo veel mogelijk voedsel. De vetreserve van de vlinder wordt zo aangevuld voor de lange tocht naar het zuiden en de daaropvolgende overwintering. Heel soms worden vruchtbare vlinders geboren, die op hun weg terug naar Mexico voor een vijfde generatie zorgen.

#### Migratie naar het zuiden

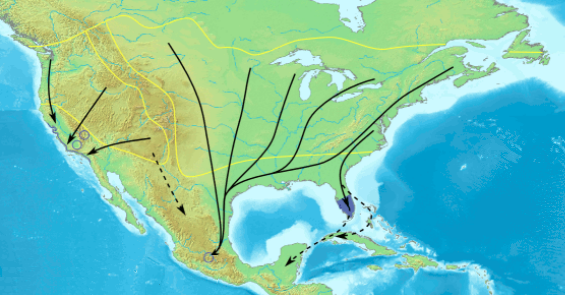
De terugtocht naar het zuiden.

Aan het eind van de zomer bevindt de laatste generatie van de monarch zich in het noorden van het verspreidingsgebied. Bloeiende planten waaruit de volwassen vlinders nectar drinken worden steeds zeldzamer. Rond die tijd zijn de dagen korter, daalt de temperatuur, en zijn er te weinig voedselplanten voor de rupsen om zich nog volledig te kunnen ontwikkelen. Bovendien zou die ontwikkeling door de dalende temperatuur langer duren. Daarom wordt de voortplanting uitgesteld; zo hoeven de vlinders geen tijd en energie in de paring en het zoeken naar geschikte planten voor het nageslacht te steken. In plaats van zich voort te planten, vreet de vlinder zich vol, waarna de trek kan beginnen.
De uitgestelde voortplanting wordt veroorzaakt door hormonale veranderingen in de rups van de wintergeneratie. De ontwikkeling van de pop verloopt iets anders dan bij de vlinders van de vorige generatie. De vlinder heeft hierdoor beter ontwikkelde vliegspieren, en de vetlichamen van de vlinder zijn groter wat de lange tocht naar het zuiden mogelijk maakt. De wintergeneratie heeft niet alleen grotere maar ook meer vetlichamen en neemt meer nectar op om reserves op te bouwen. Het zwaardere lichaam verhoogt het glijgetal aanzienlijk wat de glijvluchten makkelijker maakt, zodat ze grotere afstanden kunnen afleggen.
De migratie naar het zuiden vangt aan rond augustus, heeft een piek in het midden van september, en kan tot oktober aanhouden. De vlinders trekken niet in groepen naar het zuiden - zoals bij vogels voorkomt - maar vliegen individueel.
De geslachtsorganen van de wintergeneratie zijn onderontwikkeld als de migratie aanvangt, de vlinders zijn hierdoor niet geïnteresseerd in de voortplanting. Pas na de tocht naar het zuiden en de overwintering in Mexico komen de geslachtsorganen tot volledige ontwikkeling en paren de vlinders voor het eerst. Ze zijn dan al vier tot vijf maanden oud.
De monarchvlinder gedraagt zich tijdens de zuidelijk migratie heel anders dan de generaties die eerder in het jaar naar het noorden zijn getrokken. De eerste generaties planten zich voort en de vrouwtjes moeten vervolgens naar voedselplanten zoeken om de eitjes op af te zetten. Hierdoor moeten de vlinders dicht bij de bodem blijven om geschikte partners en planten op te sporen. Bij dit zoeken vliegt de vlinder zowel fladderend als zwevend. Een fladderende beweging kost meer energie dan wanneer de vlinder zich met de wind laat meevoeren en glijvluchten maakt. De generatie die naar het zuiden terugkeert maakt voornamelijk glijvluchten om energie te sparen, bovendien bevinden de vlinders zich op een veel grotere hoogte bij de trek naar het zuiden. Uit onderzoek blijkt dat de monarchvlinder tot op een hoogte van 1200 meter kan worden aangetroffen. De snelheid waarmee de dieren vliegen is tot 18 kilometer per uur.
Tijdens de trek naar het zuiden vinden de vlinders de weg ook als het bewolkt is, wat aannemelijk maakt dat ze voor het navigeren niet de zon hoeven te zien. Waarschijnlijk gebruiken ze de ultraviolette straling van de zon. Van de monarchvlinder is bekend dat het samengesteld oog zintuiglijke cellen bevat die UV-licht kunnen waarnemen. Deze cellen zijn gelegen in de bovenste rand van het oog.
De vlinder moet dagelijks rusten en eten. Ook dient de watervoorraad regelmatig aan te worden gevuld. De vlinders kiezen vaak plasjes regenwater of rottend fruit om aan water te komen. Hierbij kunnen ze soms in grote groepen worden aangetroffen. Als de vlinders aan het eind van de herfst de staat Texas naderen, kunnen ze in groepen vliegen. Texas vormt een flessenhals waar alle vlinders langs komen. Omdat ze in grote aantallen aankomen maar niet alle plaatsen geschikt zijn om te rusten, overnachten vaak veel exemplaren in dezelfde boom. Uit onderzoek door Urquhart blijkt dat ze daarbij de lijzijde van de boom uitkiezen, dus uit de wind. Zo worden ze beter beschermd tegen koude en uitdroging. Hoe dichter de vlinders hun eindbestemming naderen, hoe groter de concentraties vlinders worden. Als de vlinders hun bestemming in Mexico bijna hebben bereikt kunnen ze in enorme oranje wolken worden aangetroffen.

#### Overwintering in Mexico

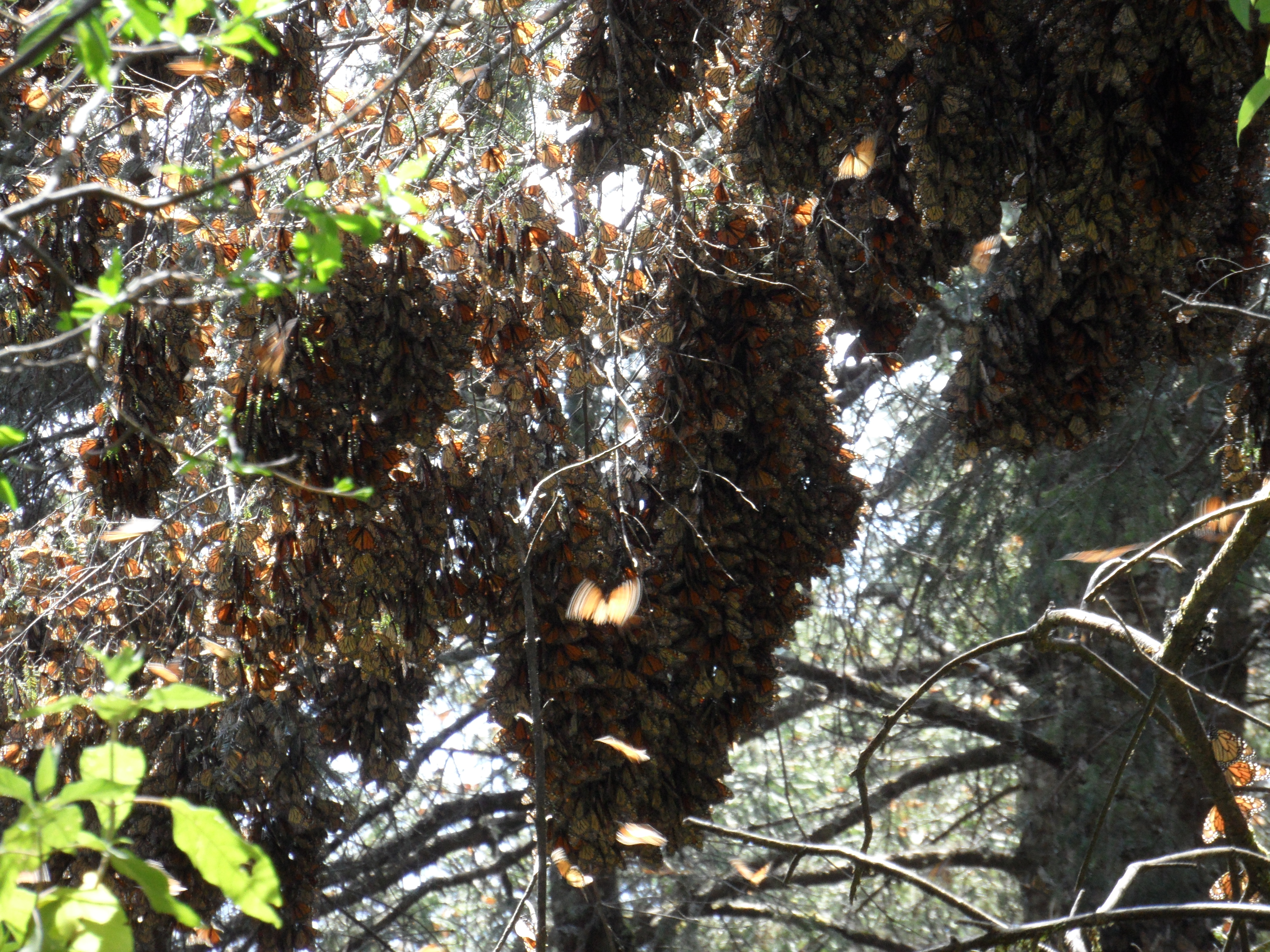
Enorme aantallen monarchvlinders kunnen bomen compleet bedekken.

Dat de monarchvlinder overwintert als volwassen vlinder was onder wetenschappers al sinds lange tijd bekend omdat er nooit overwinterende eieren, rupsen of poppen zijn aangetroffen. De westelijke populaties waren al goed beschreven omdat ze in kuststreken overwinterden ten westen van de Rocky Mountains en enkele van de overwinteringsgebieden beschreven waren. Waar de vlinders van de oostelijke populaties zich ophielden gedurende de winter was echter lange tijd een groot mysterie. Pas in 1976 (!) ontdekte de Canadese zoöloog Fred Urquhart de populaties in Mexico. Urquhart schreef er een onder lepidopterologen beroemd artikel over in National Geographic Magazine. Urquhart beschreef ook zijn gevoelens bij het aantreffen van de reusachtige hoeveelheden vlinders:

Until now, no one had known. But here before me, on scarcely twenty acres of lofty wooded slope in central Mexico, the monarchs crowded by the millions to while away midwinter months in semidormancy.

Vertaling: Tot op dit moment had niemand er weet van. Maar hier voor me, op nauwelijks 20 acres [8 hectare] indrukwekkend beboste berghelling in midden Mexico, dromden de monarchvlinders bij miljoenen samen om de tijd van de wintermaanden in halfslaap te verdrijven.

De gebieden waar de vlinders overwinteren liggen in de bergen van de aan de westkust gelegen staten Mexico en Michoacán. Het hier gelegen gebergte wordt de Trans-Mexicaanse Vulkanengordel genoemd, en bestaat uit vulkanen. De locaties zijn moeilijk toegankelijk en relatief hooggelegen. De vlinders overwinteren op een gemiddelde hoogte van 2500 tot 3650 meter boven zeeniveau. De begroeiing bestaat uit heilige zilverspar (Abies religiosa, ook wel oyamel-den genoemd). Deze bomen kunnen 25 tot 50 meter hoog worden. Ook niet-inheemse bomen kunnen worden gebruikt, zoals de blauwe gomboom (Eucalyptus globulus).
In de zomer, als de vlinders aan het trekken zijn in Noord-Amerika, zijn dergelijke bossen zogenaamde nevelbossen. In de winter, als de vlinders overwinteren, bieden deze bergbossen de ideale habitat voor de vlinders. Het is er koel maar niet te koud wat dodelijk kan zijn en het warmt overdag genoeg op om enige beweging toe te laten. Net als alle insecten kunnen vlinders pas bewegen boven een bepaalde minimumtemperatuur.
De minimumtemperatuur is ongeveer 6 tot 9 graden en de maximumtemperatuur is 13 tot 15 graden. De bodemtemperatuur onder de bomen van de heilige zilverspar is ongeveer 2 tot 5 graden Celsius hoger dan die in andere delen van het bos. Het wordt niet zo warm dat de vlinders erg actief worden zodat ze niet te veel energie kunnen verbruiken. De luchtvochtigheid is hier hoog zodat er niet snel bosbranden uitbreken. De hoge luchtvochtigheid zorgt er tevens voor dat de vlinders niet uitdrogen. De monarchvlinder kan zich in de bomen verplaatsen al naargelang de temperatuur. In het begin van de winter zijn de kolonies vooral te vinden in de boomtoppen maar als het hartje winter kouder wordt verplaatsen de vlinders zich naar lager in de boom waar het warmer is. De monarchvlinder kan een korte periode van bevriezing overleven als de luchtvochtigheid laag is. Als de temperaturen lager worden verliezen de vlinders het vermogen om te vliegen. Ze zijn dan kwetsbaar voor vijanden omdat vlinders niet snel weg kunnen rennen en ze kunnen zich niet in kleine openingen verstoppen zoals andere insecten. In het noordelijke deel van het verspreidingsgebied is het geen uitzondering dat de temperatuur beneden het activiteitsniveau van de vlinder daalt. Om hun lichaamstemperatuur te verhogen, zoeken de vlinders elkaar op. Dit gebeurt altijd in hoge bomen. De vlinders kruipen in enorme groepen op elkaar, zodat hun vleugels meerdere lagen vormen die de warmte goed vasthouden.
Over het totale aantal vlinders bestaat nog enige speculatie. Het aantal kan bovendien sterk verschillen per jaar. In een succesvol seizoen wordt het aantal geschat op meer dan 100 miljoen overwinterende vlinders. In het seizoen 2001-2002 bijvoorbeeld waren naar schatting 120 miljoen vlinders aanwezig, verspreid over de verschillende kolonies.
Als de lente nadert bevinden de vlinders zich inmiddels zo'n vier tot vijf maanden in de kolonie. Ze worden aan het begin van de lente steeds actiever omdat ze grotendeels door hun reserves heen zijn. De vlinders komen regelmatig naar de bodem om van plasjes water en nectar van planten te drinken. De vlinders doen volgens bioloog Phil Schappert denken aan 'oranje sneeuw' vanwege de enorme aantallen omhoog en omlaag fladderende exemplaren. Rond februari en maart verlaten de vlinders de kolonies. Als het warmer wordt rijpen de geslachtsorganen van de vlinders en zijn ze in staat om te paren.

### Westelijke populatie Verenigde Staten
De westelijke populatie is aanmerkelijk kleiner dan de oostelijke, zowel wat betreft de grootte van het leefgebied als de aantallen vlinders. Geschat wordt dat 10% van de monarchvlinders in het westelijke deel leeft en 90% in het oostelijke deel van de VS. De westelijke populatie leeft langs de westkust van het zuiden en midden van de Verenigde Staten, grofweg van San Francisco tot San Diego. Het leefgebied van de populatie wordt in het westen begrensd door de Stille Oceaan en in het oosten door de Rocky Mountains. De vlinders steken deze bergketen voor zover bekend zelden over.
De dieren van westelijke populatie zijn identiek aan die van de oostelijke populatie; het vele onderzoek naar de soort heeft laten zien dat ze niet als verschillende ondersoorten of variaties kunnen worden opgevat. Er wordt vermoed dat sommige groepen van vlinders uit de oostelijke populatie soms hun weg vinden door het gebergte en zich bij de westelijke populatie aansluiten.

### Australië en Nieuw-Zeeland
De monarchvlinder heeft zich in 1870 gevestigd in Australië. In 1871 werd de soort gesignaleerd rond Sydney. Pas toen de voedselplanten van de vlinder werden geïntroduceerd kon de monarch zich handhaven en verspreiden. Omdat zijdeplanten vooral rond door de mens bewoonde gebieden zijn te vinden, worden de vlinders voornamelijk in en rond steden gevonden.
Hoe de vlinder erin geslaagd is Australië te bereiken is nog steeds niet geheel bekend. Aangezien de vlinders enorme afstanden afleggen, zouden ze er op eigen kracht gekomen kunnen zijn, maar het is aannemelijker dat de mens hierbij een rol heeft gespeeld. Eén theorie is dat de zuidwaarts migrerende vlinders op een boot zijn geland en zo naar Australië zijn gebracht. Een andere theorie is dat de vlinder zich eerst vestigde op de ten oosten van Australië gelegen eilandengroep Nieuw-Caledonië en van hieruit het continent heeft gekoloniseerd. Het zou ook kunnen dat de in Australië voorkomende cyclonen een rol hebben gespeeld. Van cyclonen is bekend dat ze zelfs vogels van het ene naar het andere eiland hebben gevoerd. De kust van de staat Queensland werd in het jaar 1870 drie keer bezocht door een dergelijke cycloon.
In Australië komt de monarchvlinder voor in de deelstaten Queensland, New South Wales, Victoria en Zuid-Australië, alle in het oosten. In het uiterste zuidwesten komen populaties voor bij de stad Perth in de deelstaat West-Australië. De monarchvlinder vertoont ook in Australië trekgedrag. De vlinders die meer landinwaarts leven, trekken aan het eind van de zomer terug naar de kust, waar ze overwinteren. Net als hun soortgenoten in Amerika vormen ze hierbij grote groepen in bomen. Dergelijk clusters kunnen honderdduizenden exemplaren bevatten.
De meeste dieren in Australië weten zich geen raad met de giftige rupsen en vlinders en laten ze met rust. Alleen van sommige Australische vogels zoals de klauwierkraaien uit het geslacht Strepera is bekend dat ze de volwassen vlinders eten. Sommige wantsen zuigen de rupsen leeg.
Van Nieuw-Zeeland wordt verondersteld dat de vlinder er voorkomt sinds 1840 maar die waarnemingen werden pas 38 jaar later gerapporteerd en er zijn geen collecties van bekend. De eerste betrouwbare wetenschappelijke publicaties over de monarchvlinder in Nieuw-Zeeland dateren van 1868 en 1873. Dat de vlinders ook in Nieuw-Zeeland overwinteringsgedrag vertonen waarbij ze in grote clusters te vinden zijn, is pas sinds 1959 bekend. Een krantenartikel in 2003 met een vraag aan het publiek om clusters te rapporteren, bracht aan het licht dat ze in elk geval vanaf 1980 in de voorsteden van de stad Christchurch overwinteren.

### Azië en Grote Oceaan
De monarchvlinder heeft zich gedurende de negentiende eeuw verspreid over delen van Zuidoost-Azië. De monarchvlinder is te vinden van uiterst zuidelijk China inclusief Taiwan en de vele eilanden van de Indische Archipel ten zuiden hiervan, zoals Maleisië, Indonesië, Papoea-Nieuw-Guinea en de Filipijnen, en op de daaraan aansluitende eilandengroepen in de Grote Oceaan, zoals de Salomonseilanden, Vanuatu, Fiji en Samoa, en het veel noordelijker gelegen Hawaï.

## Bedreigingen
De belangrijkste bedreiging van de monarchvlinder is de mens. De natuurlijke omstandigheden zoals weer en klimaat kunnen de vlinder eveneens ernstige schade toebrengen. De grootste natuurlijke bedreiging van de vlinder vormt het klimaat van hun leefgebied in Noord-Amerika. De weersomstandigheden kunnen behoorlijk onstuimig zijn door bijvoorbeeld cyclonen, wat de populaties in extreme gevallen kan decimeren. Zowel de vlinders in winterslaap als de trekkende exemplaren staan bloot aan dergelijke grillen van de natuur. Als de winter doorzet of als er gedurende de winter krachtige stormen woeden, kunnen populaties zware schade oplopen. Er is gerapporteerd dat door een zware storm naar schatting tachtig procent van de exemplaren in twee kolonies in zuidelijk Mexico werden gedood. Na een strenge, koude winter komt de plantengroei langzamer op gang dan na een zachte winter. Na een zachte winter vinden de vrouwtjes een ruim voedselaanbod voor de larven. Na een strenge winter komen de vrouwtjes massaal naar gebieden waar nog geen sprietje groeit, waardoor ze hun eitjes niet af kunnen zetten. Zo'n scenario voltrok zich in de jaren 1995 en 1996 en later in 1998 en 2000 in de Amerikaanse staat Texas. In het jaar 2000 werd de vlinder hard getroffen en werden er slechts 30 miljoen overwinterende exemplaren geteld, tegenover 120 miljoen in het jaar 2001, dat juist bijzonder gunstig was.
Ook droogte kan de aantallen monarchvlinders drukken. Als het gedurende langere tijd erg droog is, blijven de voedselplanten kleiner, soms te klein om de rups van voldoende voedsel te voorzien om de gehele ontwikkeling te doorlopen. Het gevolg is dat de rupsen langzamer worden en vatbaarder voor ziektes.

### Bedreiging door de mens

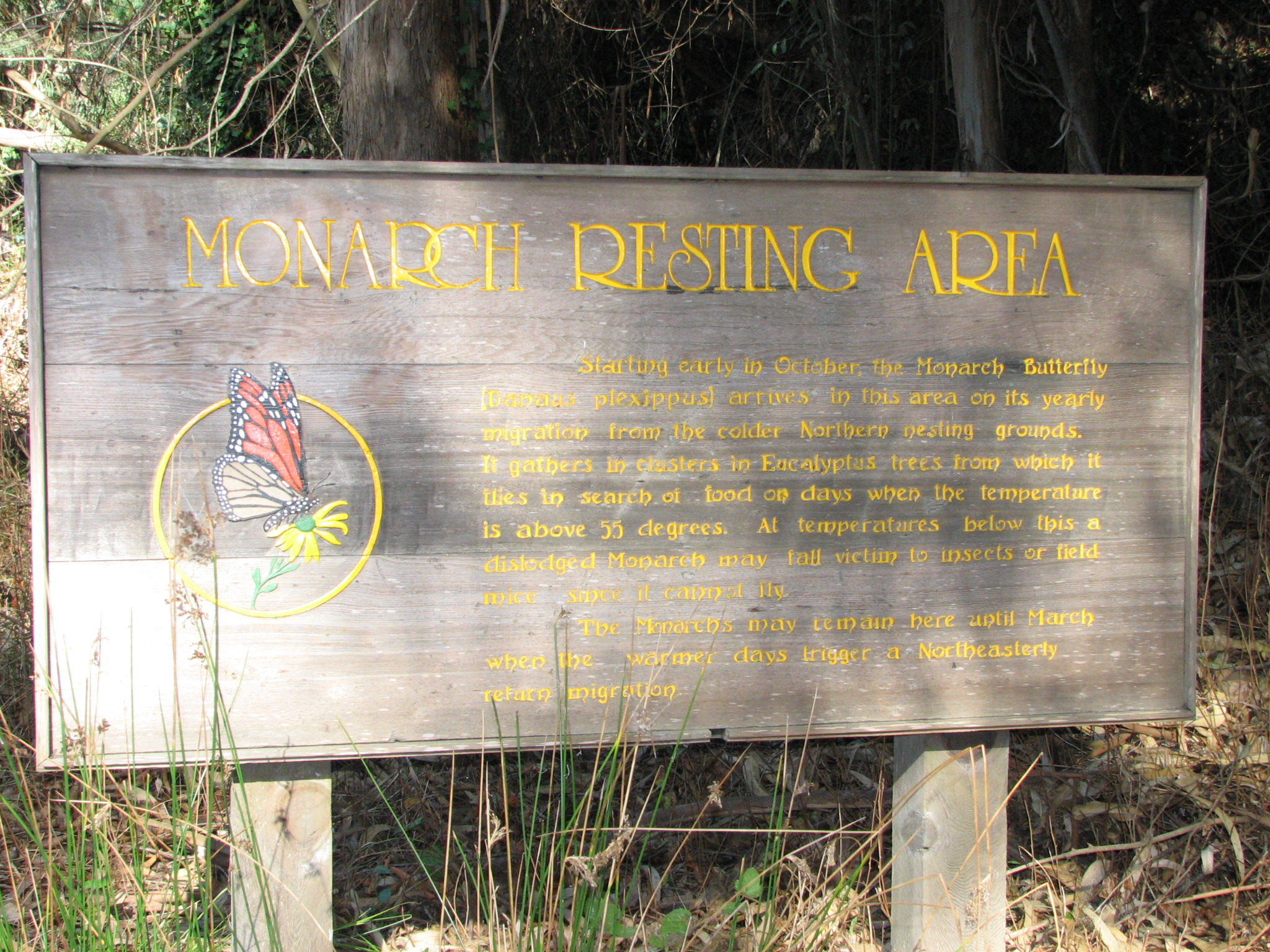
Het bord met de tekst "Monarch resting area" waarschuwt voor kolonies.

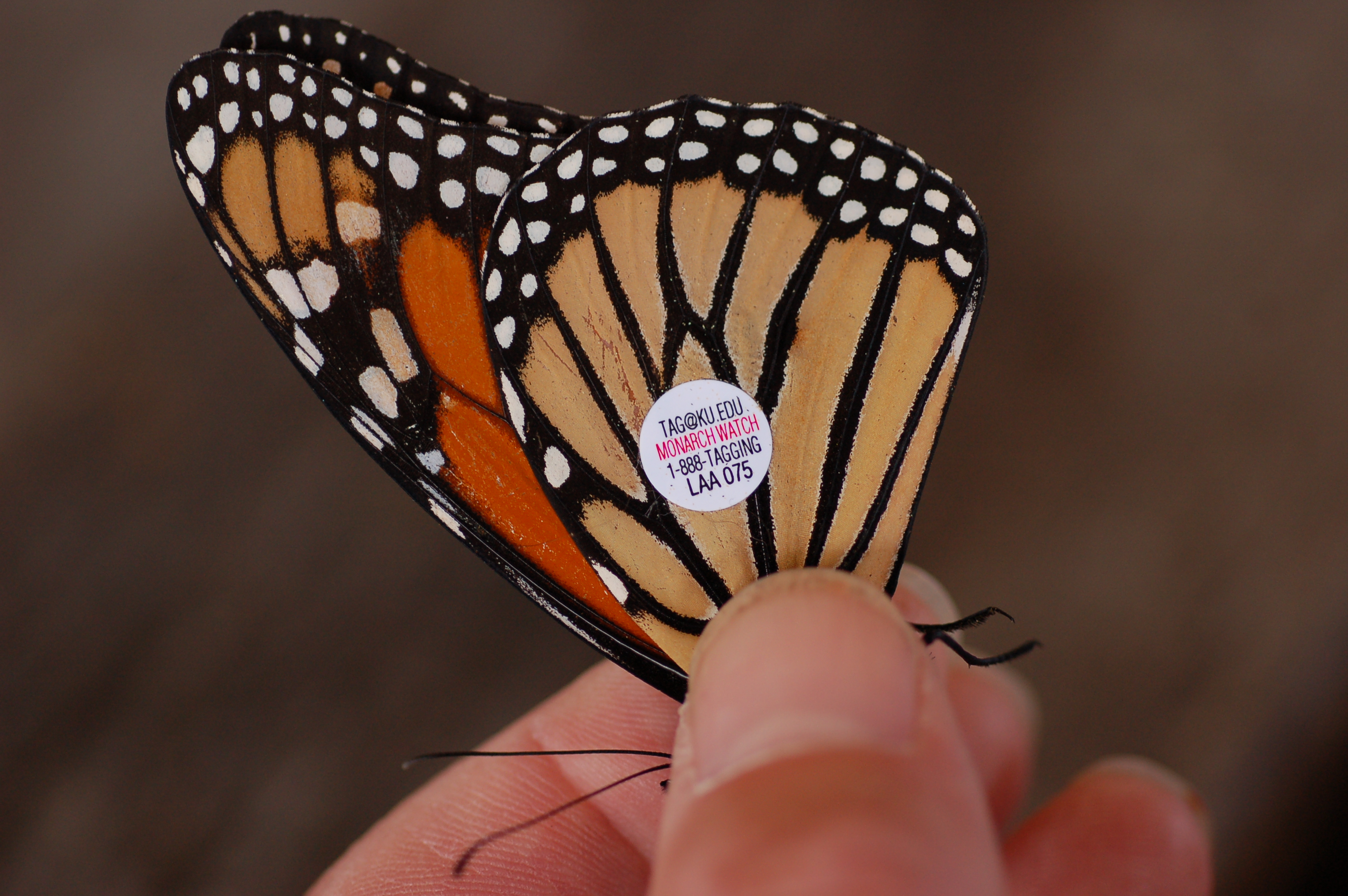
Monarchvlinders worden voorzien van een markering als een stickertje om hun verspreiding te onderzoeken.

De belangrijkste menselijke activiteit die de monarchvlinder bedreigt is ontbossing in de berggebieden in Mexico waar de vlinder overwintert. De lokale bevolking kapt bomen om brandhout voor de winter in te slaan. Hierdoor wordt het potentiële overwinteringsgebied ieder jaar kleiner. Niet alleen heeft het kappen van bomen als direct gevolg dat een boom niet meer gebruikt kan worden als overwinteringsplaats, ook zijn er verschillende indirecte gevolgen. Als er in de buurt van dergelijke locaties bomen worden gekapt ontstaan open plekken in het bladerdek waardoor warmte minder goed wordt vastgehouden door het bos. Roofdieren zoals vogels die normaal gesproken niet in dichte bossen leven, kunnen via open plekken de kolonies beter benaderen. Ten slotte kunnen weersinvloeden als regen en wind meer schade aanrichten in een bos met open plekken dan in het dichte woud.
Andere menselijke activiteiten, zoals het verkeer, doden jaarlijks vele vlinders. Uit een studie naar het door het verkeer gedode aantal vlinders in de Amerikaanse staat Illinois kwam naar voren dat per week meer dan 20 miljoen vlinders werden doodgereden, waarvan naar schatting 500.000 monarchvlinders. Het totale aantal monarchvlinders dat in het gehele verspreidingsgebied door het verkeer wordt aangereden moet dan in de miljoenen lopen.
De opwarming van de Aarde kan mogelijk voor problemen zorgen. Voor de vlinders die van het zuiden naar het noorden trekken zal deze opwarming waarschijnlijk geen grote veranderingen teweegbrengen maar voor de overwinterende exemplaren ligt dit anders. Er zijn aanwijzingen dat de vlinders hun winterkwartier steeds vroeger verlaten omdat de temperaturen hoger worden. Dat gaat alleen goed als ook de voedselplanten, synchroon met de stijgende temperatuur, eerder uitlopen en groeien. Zo niet, dan duurt het voor de vlinders langer voordat er voldoende voedsel beschikbaar is voor de rupsen.
Bij een stijgende temperatuur kan een deel van het bos ongeschikt worden als overwinteringsgebied. De huidige overwinteringsplaatsen liggen in bergstreken van verschillende hoogtes. Deze bossen zijn koel maar niet te koud, en hebben in de winter een stabiele temperatuur waardoor de vlinders in rust kunnen blijven. Als de temperaturen stijgen verliezen de lager gelegen delen van het bos deze functie als temperatuurbuffer en zijn niet meer geschikt als overwinteringsplaats.
Een ander mogelijk gevolg van het opwarmen van de aarde is het veranderen van het verspreidingsgebied van de planten waarvan de vlinder eet als rups. In het noorden zullen de planten meer voorkomen, maar de zuidgrens van het verspreidingsgebied zal zich noordwaarts verplaatsen. Hierdoor wordt de afstand tussen de overwinteringsplaatsen en de voedselplanten groter, zodat de vlinders verder moeten vliegen om hun eitjes af te zetten.
In Noord-Amerika komen soms extreme weersomstandigheden voor als gevolg van de klimaatfenomenen El Niño en La Niña. Door de opwarming van het zeewater kan het weerpatroon gedurende enige jaren drastisch veranderen en droogte of juist extreme neerslag brengen.
Niet alle menselijke activiteiten zijn echter schadelijk voor de monarchvlinder. Door het kappen van enorme hoeveelheden bos in de Canadese staat Ontario vanaf de jaren 40 tot in de jaren 90 werd het voedselgebied van de vlinder groter. Doordat het landschap open werd, kreeg de zijdeplant Asclepias syriaca de kans zich naar het noorden te verspreiden, van de 43e breedtegraad tot de 47e.

#### Bestrijdingsmiddelen
De monarchvlinder wordt soms onbedoeld slachtoffer van pesticiden. De vlinder zelf wordt niet bestreden maar komt in contact met insecticiden die bedoeld zijn tegen plaaginsecten. Een voorbeeld is het gebruik van permetrine zoals is beschreven in het Amerikaanse dorp Gaylord in de staat Minnesota. Hier werden grote hoeveelheden gif gebruikt om muggen uit te roeien maar de bewoners zagen ook stervende vlinders. Achteraf bleek dat ze inderdaad waren vergiftigd door permetrine. De monarchvlinder kan de opname van dergelijke vergiften overleven, maar er zijn wel negatieve effecten op de levensduur en voortplantingscapaciteit.

#### Herbiciden
Bestrijdingsmiddelen als herbiciden worden gebruikt om planten te verdelgen en hebben geen direct effect op de vlinder maar zijn wel indirect verantwoordelijk voor schade aan de populaties. Herbiciden worden in de Verenigde Staten op grote schaal ingezet om wegbermen vrij te houden van grote struiken, wat de verkeersveiligheid bevordert. In de landbouw worden herbiciden op grote schaal ingezet. De zijdeplanten waarvan de rups leeft zijn giftig tot zeer giftig, en worden door veehouders gezien als onkruid. Als het vee grassen eet waar per ongeluk een zijdeplant tussen zit, kan een dier ziek worden wat tot economische schade leidt. In de praktijk komt dit zelden voor omdat de zijdeplanten allemaal een struikachtige groeiwijze hebben. Zijdeplanten worden vaak groter dan andere planten en hebben andere kleuren dan de grassen die in de wei staan. Zijdeplanten vallen dus goed op en grazers als koeien, schapen en paarden mijden zijdeplanten. Desondanks worden de planten in Noord-Amerika bestreden. Tussen 1995 en 2013 zou zo'n 21 procent van de zijdeplanten in de Verenigde Staten verdwenen zijn. Het uitroeien van de voedselplanten voor de rups heeft uiteraard een negatieve invloed op de vlinder.

#### Genetisch gemanipuleerde planten
Uit een onderzoek uit 1999 van de Cornell-universiteit zou blijken dat genetisch aangepaste mais mogelijk schade zou toebrengen aan de monarchvlinder. In de planten zit een voor planteneters giftig gen afkomstig van de bacterie Bacillus thuringiensis, en het gen zou middels het stuifmeel ook naar andere planten verspreid worden. Als de rups vervolgens bladeren eet waar het stuifmeel op terecht is gekomen, zou deze een grotere kans hebben op sterfte. Vrouwtjes zouden zijdeplanten waarop het stuifmeel terecht was gekomen negeren in plaats van er eitjes op af te zetten. Het onderzoek werd wereldwijd breed uitgemeten in de pers omdat het zou aantonen dat de mens niet 'voor God' zou moeten spelen. Na vervolgonderzoek bleek echter geen significant negatief effect aantoonbaar. Ten slotte zou het soort stuifmeel van eerdere onderzoeken veel giftiger zijn dan de soorten die in de landbouw worden gebruikt. Het stuifmeel van mais bleek daarnaast minder ver door de wind te worden meegevoerd dan werd aangenomen. Dat vrouwtjes de door maisstuifmeel bedekte planten zouden negeren bleek in het geheel niet waar.
Het intensieve onderzoek naar de monarchvlinder in maisvelden met betrekking tot de relatie met insecticiden bleek echter niet voor niets: het leverde veel gegevens op over de verspreiding van zijdeplanten in de buurt van maisvelden, en de hiermee gerelateerd verspreiding van de monarchvlinder.
Ook in andere door de mens geteelde gewassen, zoals de katoenplant, worden insecticiden ingebouwd om rupsen te weren. De bij katoen gebruikte verbinding is een eiwit met de naam Cry1F, dat behoort tot de delta-endotoxinen. Het tast de ionenuitwisseling in de darmen van veel rupsen aan, waardoor de insecten inactief worden en sterven. De katoenplant die dergelijke voor insecten giftige stoffen produceert wordt aangeduid met het nummer 281-24-236. De rupsen van de monarchvlinder komen zelden in contact met de katoenplant, omdat ze alleen zijdeplanten eten. De volwassen vlinders die van de nectar drinken hebben weinig last van de giftige verbindingen, doordat de concentraties te laag zijn. Het eiwit CRY1F heeft geen schadelijke werking op andere insecten zoals bijen.

### Bescherming
De monarchvlinder zelf wordt niet beschermd en heeft door de internationale natuurbeschermingsorganisatie IUCN de status "niet geëvalueerd" (Not Evaluated of NE) gekregen. De migratieroutes van de vlinders zijn echter wel deels beschermd. Enkele locaties waarvan bekend is dat de vlinders er in grote groepen overwinteren zijn tot "resting area" verklaard. De monarchvlinder wordt beschouwd als bedreigd fenomeen.
In landen waar de vlinder voorkomt wordt met borden gewaarschuwd op te passen voor de vlinders om de dieren niet te verstoren. Een aantal overwinteringsgebieden is als beschermd gebied aangemerkt. De Mexicaanse regering verklaarde in 1986 een bergstreek van 16.000 hectare tot beschermd gebied om de monarchvlinder te beschermen. In het jaar 2000 werd dit gebied uitgebreid tot 56.000 hectare.

## In de cultuur

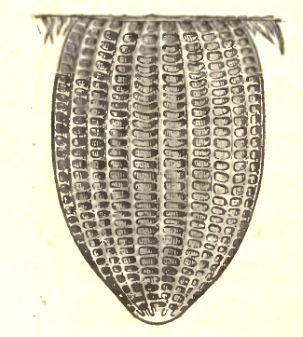
Schets van het ei door Samuel Hubbard Scudder uit 1881.

De monarchvlinder geniet wereldwijd een grote bekendheid en wordt wel gebruikt als symbool, onder andere door de Noord-Amerikaanse Vrijhandelsovereenkomst (NAFTA), omdat het dier in alle drie de landen van deze organisatie voorkomt.
De vlinder staat model voor het logo van de Commission for Environmental Cooperation (CEC).
De monarchvlinder trekt ieder jaar veel toeristen die de vlinder willen zien naar de rustgebieden. Het toerisme brengt geld in het laatje voor de lokale bevolking maar er wordt ook geopperd dat het toerisme een extra belasting betekent voor het bos.
De Monarch Award is een jaarlijkse prijs om kleuterscholen te stimuleren om kinderen te leren lezen. De naam monarch is gekozen om de overgang van niet-lezende kinderen naar zelfstandig lezende kinderen te symboliseren.
De lokale bevolking beschouwt de vlinders als heilig. In de periode dat de vlinders in enorme aantallen als grote oranje wolken hun overwinteringsplaatsen verlaten, viert de bevolking de Dia de los Muertos ('Dag van de Doden'), een heilig feest waarbij gevierd wordt dat de zielen van de overledenen naar de Hemel keren. De vlinders zijn hierbij een metafoor voor de zielen die opstijgen naar de hemel.
De vlinders worden door studenten wel gebruikt om elkaar boodschappen te zenden. Deze worden aan de vleugels geplakt zodat studenten in noordelijker gelegen gebieden ze kunnen lezen.
De monarchvlinder wordt door zijn grootte en kleuren beschouwd als erg sierlijk. De vlinders worden wel opgeprikt en in fotolijstjes verkocht. Een aantal bedrijven in onder andere Australië kweekt de vlinders in kassen om ze bij speciale gelegenheden vrij te laten. Men kan bijvoorbeeld vlinders bestellen om een bruiloft op te luisteren.